# 原田真二
原田 真二（はらだ しんじ、1958年12月5日 - ）は、日本のシンガーソングライター。広島市榎町（現：中区榎町）出身。

## 概要
ボーカル、作詞、作曲、編曲、プロデュース。楽器はギター、ピアノ、キーボードを主要に扱うが、ベース、パーカッション、マリンバ、ブルース・ハープ、ドラム、琴、和太鼓なども演奏。ミックス、プログラミング、AI共作もこなす、マルチプレイヤー、マルチミュージシャンである。所属事務所はエアーフィールド（個人事務所）。血液型はAB。2011年（平成22年度）広島市より広島市民賞。ひろしま平和文化大使委属。

## 経歴

### 生い立ち
ザ・モンキーズのテレビショーや、エルビス・プレスリーの宇宙中継ライブ（『アロハ・フロム・ハワイ』）などで観て、「ライブが人を感動させるんだ」と幼いながら感動した。中学生で洋楽ロックの虜になり、エルトン・ジョンやウイングスなどのロック、スティービー・ワンダーなどのソウル系、ジョン・ウィリアムズ、ヘンリー・マンシーニなどの映画音楽などをジャンルレスに聴いた。中学に入ると同郷の吉田拓郎がブレイクし、広島の中学生・高校生たちはわれもわれもとフォーク熱に憑りつかれ、フォークギターを持っていなければ「オクレテル！」という状況になった。原田も中学から兄のギターを借りて、自身でもギターを始め、吉田拓郎をコピーする。当時の広島は拓郎の影響が強く、ロックをやっている人は周りにほとんどいなかったという。またヤマハ広島店でギターとピアノを習い、アイドル雑誌の付録に付いていた天地真理などの歌謡曲の歌本でギターを弾いたり、譜面がある物は探して、アレンジを確認したりし、早くからプロのアーティストを目指した。中学3年のとき、拓郎の影響を受けた自作曲を初めて作る。広島市立舟入高校進学後、友人とビートルズから"ト"を抜いたビールスなる名前のロックバンドを結成した。当時のあだ名は"広島のエルトン・ジョン"。同校2年在学中の秋に『月刊明星』の広告で見た憧れの拓郎たちが作ったフォーライフ・レコード新人オーディションに、締め切りまで1ヵ月もなかったことから、修学旅行を休んで、その間にヤマハと自宅で制作した3曲を録音して応募、吉田拓郎に見出され3,000曲の中から選ばれた。受験勉強もろくにやらず、高校卒業まで自身でサヨナラコンサートの企画を立て運営に奔走した。また広島市内の女子高を回り、校門から出て来た女生徒にチケットを売りまくった。その甲斐あって1977年3月31日に広島青少年センターで開催したビールスのサヨナラコンサートは入場料300円で、300人の若い女の子を集めた。2日後の1977年4月2日、多くの仲間たちの激励に送られ、広島駅から新幹線で上京した、青山学院大学経済学部第二部経済学科入学。18歳だった同年10月25日に、拓郎プロデュースにより「てぃーんず ぶるーす」でデビューした。
フォーライフに送った応募テープは、アマチュアでは考えもしない一人で8重録音（多重録音）をしていたといわれ、ピアノの他、ギター、シンセサイザーもこなし編曲も自分でやったといわれる。セカンド・アルバムをセルフ・プロデュースしたように、最初から音楽的すごさ・才能のずば抜けた"早熟の天才"であった。デビューアルバムに参加した鈴木茂が、「ほとんどやることはなかったよ」と言ったという。原田真二バンドと佐野元春のバンド、ハートランドをドラマーとして掛け持ちした古田たかしは、ブレイク前の佐野を「すごいんだよ、マインドが真二とそっくりなんだ」と評した。

### デビュー時の実績
「てぃーんず ぶるーす」発売後、翌11月に「キャンディ」、12月に「シャドー・ボクサー」をリリース。「3ヶ月連続レコードリリース」という前代未聞の形でデビューを飾ると、3曲が同時にオリコンベスト15入りするという、日本音楽史上初の快挙を達成した。「3ヶ月連続レコードリリース」は、当時の所属事務所アミューズの社長大里洋吉のアイデアによるものだが、どの曲も捨てがたく1曲にデビュー曲を絞れなかったという事情もあった。「てぃーんず ぶるーす」、「キャンディ」、そして翌年に発売された「タイム・トラベル」は『三部作』と呼ばれる。更にファーストアルバム「Feel Happy」（1978年2月発売）も、オリコン史上初の初登場第1位を獲得した（4週連続1位）。10代でのファーストアルバム、オリコン1位獲得は、男性シンガーソングライターでは未だ原田のみ（2018年8月現在）。

#### 原田の与えた影響
「日本のニオイのまったくないメロディー」などと評され、それまでとは比べものにならないくらいポップ感覚にあふれた洋楽的なサウンドは、「和製ロック」に新しい可能性と展開をもたらした。原田はそれまでの先輩たちとは違う、感性や音楽的バックグラウンドを持つシンガーソングライター、ポップス・クリエイターの新世代であった。原田自身も「最初から洋楽のロックの世界を目指した」と話している。ポップスとロックの間を自在に行き来するサウンド・センス、加えて洗練された響きを持つコード進行の多用など、ポール・マッカートニーやエルトン・ジョン、ギルバート・オサリバンなどのロック系シンガーソングライターに通じる本格的なポップス感覚は、それまでのフォークを基調にした"私小説的"な、日本のシンガーソングライターのイメージを覆した。近年のシティポップの特集ではスルーされることが多い原田であるが、シティポップの特集としては早い段階だった『昭和40年男』2014年2月号の「オレたちシティポップ世代」という特集では「てぃーんず ぶるーす」を「洋楽テイストのメロディで80年代シティポップの伏線となった」と論じられている。元祖ピアノロック"等と今日いわれるように、男性のピアノの弾き語りというスタンスが珍しかったこと、その特徴あるカーリーヘアーと少女マンガの世界から飛び出したような愛らしいルックス、ハスキーボイスが、当時、隆盛を極めたテレビの歌番組などで最大限に発揮され、女子中・高校生を中心に絶大な支持を受け、ロック・アイドル的人気を博した。あのジャニーズ事務所でさえ存続の危機が伝えられるほど低迷したアイドル不在の時代に突如出現した原田たち、そのすさまじい人気は本家・男性アイドル新御三家を完璧に食い、洋楽アイドル、ベイ・シティ・ローラーズらにも対抗した。既存の枠に捉われない原田の登場は、変化する時代の象徴に映り、原田は"時代のアイコン"になった。
当時はまだ"ニューミュージック系の人達はテレビに出ない"という風潮がある時代であったが、『ザ・ベストテン』（TBS、1978年1月放送開始）が始まったこの時期、大里と拓郎は原田を積極的にランキング番組やアイドル系歌番組にも出演させた。『ザ・ベストテン』には第3回（1978年2月2日）放送で、ニューミュージック系歌手として初出演、第5回（1978年2月16日）放送では、番組初の2曲同時ランクイン（6位「キャンディ」、10位「シャドー・ボクサー）、以降も毎回のように出演し、少し早くデビューしたChar、同時期にデビューした世良公則&ツイストとともにロック御三家と呼ばれ、初めて頻繁にテレビ出演したロック系ミュージシャンであった。ロック・ミュージシャンがテレビに出演すること自体が裏切り行為だった時代で、ロックはそれまで商売にはならないものと考えられていた。ロック・ファンが圧倒的にマイノリティだった70年代初頭の日々を記憶していた古くからのロック・ファンにとっては、ロックバンドらしき風体の連中がゴールデンタイムの歌謡番組に出演しているだけでも奇妙な違和感を覚えた。原田は「拓郎さんたちのやり方はもう古い。やっぱりテレビに出て、よりたくさんの人に自分の音楽を聴いてもらった方がいい」、「音楽的なつっぱりは、勿論必要だと思うけど、それ以外は意味がない。この時代にテレビに出ないなんて感覚的にズレていると思う」、「アイドル歌手って、作られた芸能界の人って想像するよね。ボク、嫌いなのよ。人に与えられた曲しか歌えないのはマズいよね。これだけ日本人の中に歌謡曲が入り込んでいる以上は、ボクがテレビに出て少しづつでもロックを送り込むしかないよ。ロックを思い切り出来るようにするんは、テレビに出なきゃならないわけ」、「シンガーソングライターにはマイナー志向が多いけど、一人ぐらいメージャーが居てもいいんじゃないのかな。ステージ活動があくまでメインだからメージャーの僕はテレビ出演には抵抗がないよ。多くの人に自分の音楽を理解してもらいたい」などとも話すが、デビュー45周年となった2023年のインタビューでは「メディアを活用し、アイドル的な売れ方をしたことは自分の意には反していたのですが…」「アイドル的な売り方のおかげで世間に認知され、こうして45年突っ走ってこれたことは事実。あれは、必要なことだったのでしょうね」とも述べている。
また『月刊明星』、『月刊平凡』、『セブンティーン』などのメジャーなアイドル雑誌、芸能誌にも頻繁に登場。当時アイドルの最大のステータスともいえた『月刊明星』（1978年3月号）の表紙や『TVガイド』の表紙をニューミュージック系、ロック系ミュージシャンとして初めて飾るなど、極めて歌謡曲的な売り方、話題先行型のプロモーション戦略をとり、これが見事に的中した。日本のロックをメジャーシーンに浮上させる重要な切っ掛けを作り、一時代を築いたのが原田だった。『週刊読売』は1978年2月26日号で「郷ひろみ、野口五郎、西城秀樹などの路線とは、ひと味違った新しいタイプのアイドルが現れた。原田真二という19歳の大学生。ケーキのような甘いマスクで、歌は地味ながら、ソフトなバタ臭さが特徴。これを称してソフト&メローのティーンズ版というそうだ。昨年の暮れ、『てぃーんず ぶるーす』『キャンディ 』『シャドー・ボクサー』とたて続けに三枚ものシングル盤を出して、華々しくデビューし、いずれもヒット曲となった。近来稀なシンデレラボーイである（中略）アメリカでもピーター・フランプトンをはじめとした中性的なイメージのさわやか男性歌手がもてはやされているとか。これが最近の傾向というから、原田真二クンもきっとはやるだろう」などと評した（原文ママ）。原田らが成功したことで、シングルチャートやテレビ、ラジオの歌謡曲番組へのニュー・ミュージック系ミュージシャンが、地すべり的に大量進出する傾向が決定的なものとなり、日本の音楽シーンの流れが大きく変わった。ここに至り、ロックと歌謡曲の間の境界線はさらに曖昧化し、原田真二や世良公則と沢田研二や西城秀樹との差異は肉眼では測定不能なまでに接近した。「ロック御三家」によって日本のロック・シーンが活況を呈し、ロック御三家以上にテレビを中心とした用意周到なメディア戦略で打って出たサザンオールスターズ、それまで地味な活動を続けていたゴダイゴ、甲斐バンド、柳ジョージ&レイニーウッドなどが「ロック御三家」に続いた。この内、ロック御三家とサザンオールスターズ以外は、メジャーになった切っ掛けは、ロックが商売になると判断した企業やテレビドラマ、映画などとのタイアップによるもの。またロックミュージシャンだけではなく、ニューミュージック寄りのイメージが持たれていた渡辺真知子、八神純子、中原理恵なども、原田に続いて積極的にテレビ出演した。彼らがそれぞれにヒット曲を飛ばしたことにより、テレビをメインにした"新戦略"は"大きな価値"のある戦略として認識されるに至った。ロック御三家以前にもキャロルとダウン・タウン・ブギウギ・バンドがテレビにも出て、商業的な成功を収めてはいたが、回りが続かず、シーン全体に大きなムーブメントを興すには至らなかった。「日本でロックはメジャーになれない」という極論を言う音楽評論家もいたほど。結果的にロックはアイドル化・歌謡曲化してゆくことでメジャー化し、巨大ビジネスとなっていったのである。ロック御三家は、"日本語のロック"黎明期のスピリッツを失わせたと当時主張する者もいたが、ロックと歌謡曲を融合させたロック御三家こそ、「商売としてのロック」「J-POPの原点」という論調もある。「ロック御三家」が開拓したローティーン向けロック・アイドルの系譜は今日まで絶えたことはない。ロックアーティストがテレビと本格的に向き合う"尖兵"となった原田の登場は、後に続いた多くのJ-POP系シンガーソングライターに大きな影響を与えており、その功績は図り知れない。
『ザ・ベストテン』で黒柳徹子から「ビーバーちゃん」という愛称を付けられる等、アイドル性が強調されたが、マスコミや業界の間では"生意気"で通っていた。自身でも「テレビの現場でのコミュニケーションは、間違いなく生意気だったでしょうね（笑）」と話すまだ10代という若さ、かわいいルックスと相反する明確な主張ゆえに衝突を生んだ。バラエティー番組での番組プロデューサーとのトラブル（当時のバラエティー番組は今と違い、歌のコーナーがあった）。（後述）に始まり、まだ"アーティスト志向"という括りがなかった芸能界において、洋楽的志向の裏返しから脱アイドルを望み「アイドルじゃなくてアーティストです」と主張したりした。「芸能界の体制には巻き込まれたくない」、「歌謡曲って独特のニオイがあるでしょう。最高にイヤ」、「ジェット機で全米ツアーしたい」発言等、原田自身「『OUR SONG and all of you』に映る僕は生意気すぎて、今の僕にはまともに見れないと話すが、これだけでは済まない。中でも物議を醸したのが年末の賞レースを辞退した際の発言。原田は1978年の早い段階で、日本レコード大賞や日本歌謡大賞等、同年の年末の賞レースの新人賞の大本命との下馬評が高かったが、春先の段階で早々に辞退を表明し、しかも「新人賞は欲しくない！欲しい奴にやってくれ」と発言してしまった。実際は「年末の歌謡界の行事は歌謡界の中での出来事だから、カヨウカイで仕事をしてるって気持ちがボクにはないから。ほかに欲しがっている人たちが大勢いるなら、ボクの分をその人たちに上げたらいいと思っています」という発言だったのだが、当時のマスメディアはより刺激的に見出しを書く傾向があり、先のような問題発言が大きくフィーチャーされた。当時の賞レースは、対象の歌手に最優秀賞を取らせるべく所属事務所やレコード会社の関係者が血眼の争いをやっていた時代で、民放テレビにも盛んに出演する原田のこの発言が面白いはずもなかった。「洋楽の世界のような音楽界にデビューしたつもりでいたのが、そこは厳しい日本の芸能界だった」と当時を振り返っている。

#### ライブへのこだわり
ソロとしてデビューはしたが、元々ロックバンド志向であった。デビューコンサートは1978年1月16日に広島郵便貯金ホールでの凱旋コンサートだった。通常、ファースト・コンサートは、関係者へのお披露目の意味合いから、東京か大阪の大きな会場を選ぶのが一般的だったが、先述のアマチュア時代の最後に広島で開催したサヨナラコンサートで、多くの人にお世話になった感謝から、広島の人たちにお礼がしたい、と故郷での開催を選んだ。動員2500人、立ち見350人で会場が埋まる。プロとしての初コンサートではプライドから、コンサートの構成にも関わり、全曲オリジナル曲で通した。クライマックスでは興奮したファンが制止を振り切り、ステージに殺到し、激励に駆け付けた吉田拓郎も「スゲエなあ…」と絶句した。この日のバックバンドのメンバーは、ギターが元愛奴の青山徹、ベースはこの後RCサクセションに参加するゴンタ2号（岡雅夫）、ドラムスに古田たかしと元Charバンドのロバート・ブリル、キーボードに山田秀俊とスペクトラムに参加する吉田俊之と一流のセッションマンが結集され、これが自身のバンド・原田真二&クライシスに発展している。
1978年4月1日、岡山県倉敷市民会館からスタートした初の全国ツアー「Feel Happy Concert」では、自身は芸能界的アイドルではなく、発言で問題を起こした"アーティスト"であり、ロックミュージシャンであることを証明しなければならないという必要があった。当初4ヵ所の予定が追加を重ね、結局9ヵ所で開かれたこのツアーでは、ハードなロックンロールあり、軽快なポップスあり、ギター一本の弾き語りありと多彩な音楽性を打ち出した。1978年7月24日、デビュー1年目（9ヶ月）、10代ソロ歌手、では史上初の日本武道館公演を行う。この公演を皮切りに9月15日の大阪府立体育会館まで全国六都市12ヶ所で行ったアリーナツアーも、井上陽水がやって以来のもの。まだコンサート用のアリーナは無い時代で、5000〜6000人規模の全国の体育館を廻った。多忙な毎日を縫って最新のサウンドシステムを探しにアメリカと日本を何度も往復し、ドゥービー・ブラザーズが使っていた爆音を奏でる「A-1VIPシステム」というスピーカーを自身で見つけるなど、当時世界最高のPAシステムをアメリカとイギリスから導入した。これらを操らなければならないという事情から音楽最優先のスタッフを結集した。武道館公演を伝えた当時の文献に「ポップスというよりも、もうこれはロックそのもの。ツイン・ドラムス（2台のドラムを使う）を使用…。このコンサートのために、1週間つま恋で合宿し『ステージでは、ステージなりに新しいものを作り上げたい』と、全ての曲を新しくアレンジし直した」などと書かれている。お客はほぼ100%女子中高生であった。この年の武道館ライブを中心としたステージ・ドキュメント映画「OUR SONG and all of you」も製作されている。監督はドキュメンタリー映画「キャロル」で名をあげた龍村仁である。翌1979年の武道館では、数曲、サックスプレイヤーの手を借りた以外は、原田のバンド5人だけで全ての音を出した。ギター1本弾き語りの松山千春を除くと、当時の武道館コンサートでは、最も小さい編成でやり遂げ、バンド総体としてのハイレベルのパフォーマンスも高い評価を受けた。
同年、4枚目のシングル「タイムトラベル」で『第29回NHK紅白歌合戦』にも初出場。
当時の音楽番組は基本的に生放送・生演奏が多く、出演歌手は番組専属のオーケストラのバック演奏で歌っていたが、生番組で自らのバンドを率いて演奏する原田らと番組スタッフが、演出法に対してもめることが多かった。例えば、NHKホールなどの公開番組で、演奏に必要なモニタースピーカーが十分に用意されていなかったり、短時間の間にバンドを入れ替えセッティングするのは難しかった。新人が意見するということ自体がタブーだった時代、ちょっとでも意見をいうと「生意気なやつだ」となり一悶着、そういう時代であったという。宇崎竜童は『Young Rock』1979年2月号のインタビューで「テレビ見てたら、原田真二がモニター無しでやらされたけど、テレビ局もアホだから、ミュージシャンを相手にしているのに誰も音楽性なんて考えてないからね」などと述べている。メインのスタジオと別にセットを組む、別スタジオからの中継は原田らの登場から始まったもの。こうした改善も含めて彼らの頻繁なテレビ出演は、後のテレビ界・音楽界に多大な影響を及ぼしたといえる。原田は「『ザ・ベストテン』あたりから、テレビ局の音に対する気遣いがめちゃくちゃよくなりました」、『ミュージックフェア』は昔から良かった」等と話している。

## 人物

### 音楽の基盤
また中学の時、高校受験を突破するという名目で通った、プラスの方向へ潜在意識を動かすことにより、人間の潜在能力を引き出すメンタルトレーニングのセミナー「考え方教室」で、心の大切さ、人間の可能性について学び、人にはもっとやれることがあるんじゃないかという考えが芽生える。これらの学びがその後の原田の音楽的テーマの基盤となっている。関連して、精神世界関連について広く探求していたこともあり、コスモポリタン、救世主、潜在意識、ヒーリング、プラス思考といった、当時としては聞き慣れない難解な用語を混ぜて音楽を語ったり、その哲学的側面も芸能界において異質とみなされる部分もあった。ちなみに、デビュー当時の座右の銘は、ジョセフ・マーフィーの「人生に奇跡をおこす」。近年では「Where there is a will, there is a way！」（意志のある所に、道は開ける）と言っている。

### デビュー時の所属事務所
デビュー時の所属事務所アミューズは、現在はサザンオールスターズ（桑田佳祐）の貢献により大手となっているが、当初は渡辺プロダクションのマネージャーだった大里洋吉（現アミューズ会長）が渡辺プロダクション退社直後に原田を紹介され、原田のために設立した弱小個人事務所であった。青山学院大学入学後の1977年5月に大里とともに約1ヵ月渡米した。アルバム（LP）中心のアーティストのためのプロダクションを経営したいと考えていた大里のところに、原田に最初に接触したバーニングプロダクションとフォーライフが原田のプロモーション・マネジメントを持ちかけた。「マスメディアを使うにもバーニングでは原田との接点がない、フォーライフではマスメディアとの接点がないということで、ぼくが間に立つことになった」と大里は説明している。バーニング社長の周防郁雄は、原田が「自分のための会社を作って欲しい」と言ったことから、バーニングとは別の会社を作ることを決め、面識のあった大里に紹介し、大里と周防で資金を折半してアミューズを設立したと話している。

### 独立に至る経緯
デビュー間も無くの人気沸騰で、毎日がアイドル雑誌の取材やテレビ出演など息つく暇なく多忙な日々に追われた。また、事務所社長の大里がキャンディーズの元マネージャーだった事から、改めて渡辺プロダクションに契約プロデューサーとして出向しその解散コンサートにかかりっきりとなったため、原田の活動を十分にケアーすることができなかった。この芸能界のリズムに巻かれ進んでいたのでは、アーティストとしての創作活動など無理なように思え、先々の不安が重なったことが事務所移籍を決断した大きな理由だった。結局、アミューズは半年で退社し、RCサクセションが所属していたりぼんへ移籍。入れ替えに入社したのがサザンオールスターズで、大里は「原田が辞めていなかったら、サザンオールスターズを売り出す余裕はなかった」と話している。
またそのかわいいルックスとあえてピアノを弾いて歌うイメージ戦略、松本隆の繊細な詞の世界も、デビュー時の人気に一躍買ったわけだが、その一方で“ひ弱で軟弱なアイドル”的なイメージで見られる事も多く、原田自身は、一貫した音楽で伝えたいテーマを持っていたことから、脱アイドルを望み、意識的にロックテイストとメッセージ性の強いハードな方向へと進んでいく。
そして、初めて作詞も手がけた6枚目のシングル「OUR SONG」は、どうしても強力なメッセージを込めたロックバラードに仕上げたかったという。9枚目のシングル「MARCH」でも「自分だけの道を、自分の形で、自分以外のために」とこれからの方向性を示唆した。この曲を最後に、より自分らしい活動を求め21歳で独立。原田自身はこのデビュー時を振り返って、この時代、楽曲達があったからこそ、これから頑張らなきゃいけない時期まで今の自分が生かされてきたと語っている他、主にライブで発言された）。

### デビュー3年目（独立）以降

#### 実績
3万人とも言われたファンクラブ会員がいたこととは裏腹に、“アイドル”という括りにされることから“自分がやりたい音楽”がうまくできず、デビュー3年目でマネージャーだけ連れて、セルフ・プロダクション（個人事務所）「クライシス・マネージメント」（現：エアーフィールド）を興し、独自の活動へ入る。「普通は人気が確立されてから独立を考えますが、そういう状況じゃなく独立したので、たちまちイメージしていたものが打ち砕かれて大変な状況になった。今思えば無謀。でも、だからこそ経験できたこと、学べたことがいっぱいあった。ほとんどのアーティストは売れるまでに下積み時代があるのですが、僕にはそれがなかった。必要だからこそ通ってきた道なんだろうなあと今思う」と語っている。
その後はデビュー時ほどのヒットは無いものの、コンスタントに自作を発表しており、現在までにリリースされたアルバム・シングルは70枚以上になる。1980年代からはソングライターとしても活躍し、吉川晃司や松田聖子とのコラボレーションでは、オリコンベストテンヒットも出している。その他のアーティストにも200曲以上の楽曲を提供。またCM・TV番組テーマ曲・ミュージカル音楽など多方面で活躍。複数の小学校の校歌も手がけている。2001年から2004年まで松田聖子のライブパートナー、プロデューサーとして活躍。これは少女期にファンクラブに入るなど原田ファンだった聖子からの申し入れであった。二人の息子も音楽の道を志しているという。

#### アメリカ音楽留学とその後の方向性
1981年12月25日、中野サンプラザでのクリスマスコンサートのステージ上から、米国への音楽留学による充電（約1年に及ぶ）を発表。英語圏での活動を夢とした原田は、向こうのマーケットの視察、自分のオリジナルなスタイルの確立、曲を書き貯める、歌詞の勉強、をその理由に挙げた。アメリカでは、本場のショーアップされたエンターテイメントとしての音楽を再確認するとともに「逆に日本にいて見えなかった日本のよさ」を強く感じ、日本人としての個性を取り入れたオリジナルなスタイルを確立すべく、洋楽的発想に和を融合させた音楽を模索。帰国後は日本の伝統楽器等を取り入れたジャパネスクな新境地の音楽スタイルも見せ、またダンサブルな方向、ショーアップされたステージへと移行していった他、多所で発言）。

#### アクト・ライヴとFriday Night Club
1983年12月、翌年のニューアルバム発売に先駆け「Modern Vision」と題したアクトを取り入れたコンサートを渋谷公会堂で開催。舞台セット／ライティング／エキストラ／パントマイム／ブレイクダンス等を駆使しオープニングアクト（演劇風演出）等を取り入れ、アルバムと平行したメッセージをライヴでも発信。このショーアップされたステージはアクト・ライヴと題され、1990年代初頭までの彼のコンサートスタイルの一つとなる。
1985年10月には新たに「Friday Night Club」というイベントを企画し、金曜日の夜に定期的にライヴを行った。飲食できるスペースも確保しつつ、スタンディング・ライヴで盛り上がる空間の演出と演奏。当時の日本ではまだクラブ感覚でライヴを楽しめる場所がなかった時代に、欧米風システムを持ち込んだ。バンドメンバーもオーディションにより一新。原田自身も大胆に化粧を施し、オリエンタルなコスチュームでビジュアルにも拘った。その後のTRFやZOOのメンバーもこのイベントに参加している。

#### メッセージソングと平和活動
デビューアルバムのタイトルが「Feel Happy」だったように、デビューから音楽のテーマが「LOVE & PEACE、HAPPINESS」。広島出身であるという事も重なり、当時から一貫して「純粋に音楽の持つ力を信じていて、音楽を通してメッセージを発信し平和に貢献したい」「世界の一人一人が同じ意識を持てば、世の中は平和に近づけるはず」と語っている。「広島で育ち、平和を希求する歌を作り続ける」という根幹がぶれることはなかった。
近年ではなおいっそうその意識が高くなり、2000年から、自然環境・心の環境問題（やさしさの復活）をテーマにしたチャリティーイベント「鎮守の杜コンサート」を定期的に開催。明治神宮、伊勢神宮、厳島神社などの代表的神社から大中小、全国の神社をその会場としている。2005年より主に鎮守の杜コンサート他、原田のチャリテーイベントをサポートする趣旨のNPO法人「ジェントル・アース（Gentle Earth）」を設立。「鎮守の杜コンサート」他、Global Harmony「Peace Charity Concert」、「希望の音・夢のはじまり」、「Universal Peace Day（ニューヨーク）」、「Singing Angel Project（SAP）」他、大小様々なチャリティー＆平和イベントに携わる。今後も求められるなら、国内外問わず、あらゆる場所に出向き演奏したいと語る。

## エピソード

### 上京、初レコーディング
フォーライフオーディションを合格した原田は、高校卒業後のデビューが決まっていたが、高3の夏休みにレコード会社の招待で上京。銀座の音響ハウスというプロのスタジオを自由に使っていいからと言われ3曲ほど多重録音をさせてもらったが、スタジオには吉田拓郎、井上陽水、小室等、泉谷しげる等、当時のフォーライフの大御所たちが全員見学に訪れ見守り、質問もされる中での作業で、自由どころか、すごいプレッシャーのかかった初レコーディングになったという。

### デビュー曲
デビュー曲「てぃーんず ぶるーす」は、「君の世代へ」というタイトルで、高校時代に原田が歌詞も付けたものを既に作っていた。当時の暴走族問題なども取り上げ、自分たちの世代に向かっての強い想いを世界平和の願いも込めて歌うという、ヘビーな内容であったが、プロデューサーの吉田拓郎は流行歌として商業ベースに乗せられることが可能な作詞家として松本隆を起用した。ところが拓郎は松本が作って来た作詞についても「こんなのシングルには弱い」と気に入らず、「わしが書く」と言い張った。原田は最初が肝心なので「自作曲でデビュー出来ないなら辞めてやる」ぐらいの気持ちで譲らず、選択に難航。大里から「いや、真二のメロデイで行きましょう」と進言があり、拓郎が折れた。レコーディング地である箱根のホテルで明け方まで会議したが結論が出ず、早朝、拓郎と二人でプールサイドを散歩していると、いきなり拓郎にプールに突き落とされ、その一部始終を松本が8ミリビデオで撮影していたという、半ば計画的とも思えるハプニング。そのあと原田の希望が通り自作曲でのデビューが決まった。「あれはきっと "てぃーんずぶるーす" で行くぞっていうことだったと思うんですよね」と、当時のエピソードとして原田が語っている。なお、レコーディングが行われた南箱根の旧ロックウェルスタジオは、90年代後半に原田が買い取り所有。現在は「Studio Modern Vision」としてリニューアルしている。松本は、「まだ若いんだから自分がのたうちまわるような歌詞にしたほうがいい」「原田を見たとき、男の子の痛み、壊れやすい少年の世界観が表現できると思った」「原田がセールスに結び付けられたことで、"男の子のアイドル" "ボクの少年シリーズ" を、後の近藤真彦で集大成させた」と述べている。

### 歌おう!原田真二と
初のレギュラー番組はデビュー間もない1977年、東京12チャンネル（現：テレビ東京）の「歌おう!原田真二と」（毎週水曜日夕方4時30分から30分枠）。ゲストも登場し（天馬ルミ子など）最新ミュージックビデオ等も流したりする音楽情報番組であった。ただ大きく違うのは、主に原田とピアノ越しに出てくる人形（アリンス君）が会話をしながら進行していくということ。これには原田も違和感を覚えながらやっていたと十数年後のライブのMCネタで語っていた。

### 全員集合しなかったドタキャン事件
『8時だョ!全員集合』に出演する際、「少年少女合唱隊」のコーナーでの企画（振り付けブームの折、ピンク・レディーの振り付けで「キャンディ」を歌う）が、出演当日まで原田サイドに知らされていなかった。原田が拒否したわけではなかったが、リハーサルを終えるとマネージャーがプロデューサーにかけあい、結果「真二帰るぞ」ということになってそのまま帰宅。その夜原田は自宅でバンドメンバーとドキドキしながら生番組の様子を見ていたという。司会のいかりや長介が「今日帰っちゃったやつがいるんだよ」とエクスキューズしたが、その後『8時だョ!全員集合』には二度と呼ばれることはなかった。

### 「TVジョッキー」でアーティスト発言
デビュー時、数人の新人歌手と一緒にお昼の生バラエティー番組『TVジョッキー』に出演し自己紹介を促された際、一緒にゲスト出演していた新人の女性アイドル2人が明るい調子で「よろしくお願いしまーす」と挨拶したため、内心「一緒にされるのは嫌だな」と思った原田は「アーティストの原田真二です」とクールに発言してしまい、この"アーティスト"という呼称に司会の土居まさるからはその場で注意を受け、番組終了後、上層部からマネージャー共々お呼び出しがかかり「新人が発する言葉ではない」と厳重注意を受けたという逸話が残る。「誰かに失礼なことを言ったわけでもないのですが、テレビではそういうことは言ってはいけないんだ」とその時初めて認識したという。当時は「自分が何者か」というのを分かって欲しく必死だったと回想している。なお『TVジョッキー』にはその後もお呼びがかかり、この番組の常連となり再三出演。カラオケで歌う歌手が多い中、生放送の小さな公開スタジオにバンド機材を持ち込み生演奏。アルバムの中の曲も歌わせてもらうなど、ロックバンドとしての待遇を受けた。

### "ジュリーに挨拶しない新人"報道
新人時代「ザ・ベストテン」の楽屋で、本番前にバンドメンバーとセッションに夢中になり、通りかかった沢田研二に「おはよう」と声をかけられたが気づかず無視した形となった。後で事情を知って、すぐに侘びに行き、沢田は「気にしないよ」と言ってくれたのだが、その時局に居合わせた芸能リポーターが自分が担当する芸能情報番組「3時にあいましょう」の中で「ジュリーに挨拶も返さない生意気な新人」と誇張して話を広めた。真意を確かめようとしたが、その人物は逃げ回ったという。沢田研二サイドからは1978年春に正式に楽曲提供の依頼があった。

### 1978年 紅白歌合戦
1978年は歌謡界にニューミュージックのムーブメントが最初に起こった年で、原田を含めて全員初出場だったツイスト、さとう宗幸、渡辺真知子、サーカス、庄野真代の紅白六組が「ニューミュージック・コーナー」という括りで続けて歌わされた後、ステージの上で一列に整列、みんなで審査員の講評を受けるという非常に珍妙なステージをやった。

### 幻のジョン・レノンプロデュース
1980年夏頃、ジョン・レノンプロデュースでのレコーディングの話が内々で持ち上がっていた。オノ・ヨーコを通して、ジョンも面白いと言ってくれているということで、翌年レコーディングするつもりで曲を書き始めていたが、1980年12月8日、ジョンはニューヨークで銃弾に倒れ幻となった。当時、河口湖でバンド合宿中だったが、その日は練習を取りやめメンバー全員喪に服した。

### 人生初のスキャンダル騒動
2000年12月、この年から（〜2004年まで）プロデュースを手がけていた松田聖子の離婚発表に伴い、各マスコミが一斉に、新恋人、ダブル不倫、来夏結婚とまで報道され、報道陣が大挙自宅付近に押し寄せ大騒動になる。当事者の二人は否定、実際根拠となるものは何もなかったが、その後も週刊誌などが定期的にこの話題を取り上げた。後に「ただ純粋にプロデュースを依頼され、お引き受けし取り組んでいただけで、あくまで音楽を通じてのパートナーです」とした。一部メディアに対しては「せめてちゃんと取材して本当のことを伝えてほしい。発行部数を上げる為なら何を書いても、報道してもいいものなのだろうか」と語った。

## 略年表
下記は『オデッセイ★原田真二編』記載の年表を主に構成。

### デビュー以前

#### 出生・学歴
- 原田の家系は海外移民（アメリカのシアトル）した者が多く、その一部が広島に戻り生まれたのが真二である[出典 99]。
- 出生 - 1958年12月5日に広島市で出生（デビュー当時は、誕生日が1959年1月2日と表記されていたが、これは両親が出生届けを1月2日まで遅らせたためで、出生日は12月5日だった）。
- 学歴 - 安田女子大学附属幼稚園卒業〜広島市立本川小学校卒業〜広島市立大手町中学校卒業〜広島市立舟入高等学校卒業〜青山学院大学経済学部第二部経済学科中退[出典 100]。

#### 幼少期
- 父は英語教師[11]、小学校の国語教師の母の影響で、幼少期から読書好きな子供であった。また、分からないなりに船の中の設計図を作成したり、機械いじりも得意で、幼稚園時のニックネームは「博士」[126]。設計技師を目指していた。

#### 小学校時代
- 出身校の本川小学校は原爆ドームの川向いに立地し、平和教育を必然的に学ぶ環境にあった[出典 101]。そのバックグラウンドは、「広島出身の自分には、平和の尊さを伝える責任がある」という現在の活動における信念の礎となっている[130]。

- 母が会長を務める「よい本をすすめる母の会」主催のクリスマス発表会、創作童話劇「いなばの白うさぎ」ではナレーターを担当。脚本・演出は父、主演は兄。この童話劇は広島テレビで放送され、その活発で愛くるしいキャラがプロデューサーの目に止まり、小学2年の時「テレビ子供ホール」という番組の司会に抜擢され半年間務める。同じ頃、少年少女合唱隊にも所属し[出典 102]、ここで音楽的基礎を学ぶ[11]。
- 小学3年生の秋、ペルテスという難病に罹る。入院・自宅静養後、小学校6年で完治するまで、コルセットをはめ母親の運転する自転車の荷台で登校する日々を送る。当時について原田は「いじめもひどかったが、主治医からもう治らないと宣告され、泣き崩れる母の顔を姿を見て、絶対治してやると心に誓った」と語っている。またこの経験から原田は「人間の回復力を信じること」「心の持ち方は身体に大きく影響すること」を学んだ[130]。

- 療養中は宇宙に傾倒し、天体観測や「地球は青かった」等の書物を読み漁ることに夢中となった。宇宙飛行士を目指し、NASAに入るための道筋を順序立てて考えるほどであった[126]。
- 小学校上学年の頃、テレビでザ・モンキーズのショーを観たことをきっかけに、音楽に興味を持つようになる。6年時、アマチュア無線技士の免許を習得[126]。

#### 中学校時代
- 中学1年で、入学早々生徒会の副会長に立候補し当選する。部活は森田健作の青春ドラマ「おれは男だ!」に憧れ剣道部に入部。初段をとり、対抗試合にも出場。

- 時代はフォークブームの折、中2の時フォーク・グループを結成。ギター演奏を始める。演奏曲は吉田拓郎やガロ他。朝礼で歌ったり学内では既に人気者であったが、受け狙いでやったあのねのねの「魚屋のおっさんの唄」はまったく受けず、朝礼を真っ白にさせたことも。中3の学祭では、初めてオリジナル曲を披露している。

- 中2の3学期に、エルビス・プレスリーの衛星生中継、Aloha from Hawaii（1973年1月14日）を観て、「コンサートってこんな興奮するものなんだ！」と、衝撃を受ける。

- 高校受験を突破するという名目で、プラス思考へ潜在意識を動かすことにより人間の潜在能力を引き出すメンタルトレーニングのセミナー「考え方教室」に通い、心の大切さ、人間の可能性について学ぶ[16]。

- 中学3年時、エルトン・ジョンが来日。ピアノの弾き語りスタイルでありながらエンターテイメントなライブパフォーマンスのファンとなる。その後もポール・マッカートニー&ウイングスやスティービー・ワンダー、T・レックスなど、洋楽に魅了され、この頃プロになろうと決心を固める。

#### 高校時代
- 高校は広島で有数の進学校に進んだが、目標を定めた原田は、軽音楽部に所属し、バンド「ビールス」やガールズバンドでドラムも担当、他大小4つのバンドを掛け持ち。ピアノも始め、大人に混じりジャズのビッグバンドにも参加。グレン・ミラーオーケストラの譜面を取り寄せ各パートごとに徹底解剖する等、学力の低下も省みず音楽漬けの日々を送る。

- 応援団にも所属し和太鼓を担当。この頃の愛読漫画は「嗚呼!!花の応援団」。原田は授業中この漫画を一番後ろの席を陣取り、笑いを堪え肩を震わせながら読んでいたこともあった。

- 高校2年にNHKの高校生の広場に出演[131]

- 高校2年の秋、「月刊明星」に載ったフォーライフ・レコードの第一回新人オーディションの広告を見て、修学旅行を休みデモテープ作りにかけた。3000人以上といわれる応募があったテープ選考ではピックアップされなかったが、その凝ったデモテープが吉田拓郎の目に留まり、試しに写真を見るとアイドルチックな美少年だったので慌てて電話を入れ、ディレクターが広島まで出向き採用を決定した[27]。

- 1977年 3月30日 - 広島フォーク村主催の卒業記念＆プロとして上京の為の出発コンサート（「ビールス」ラストコンサート、広島市青少年センター）では、某大手アイドル事務所など、多くの芸能関係者が原田詣に訪れた[出典 103]。

### デビュー後
- 1977年10月25日 -「てぃーんず ぶるーす」でデビュー。その後1ヶ月ごとにシングルを3枚発売（俗にトリプル・デビューという）。原田真二の魅力は（奥が深く）1曲では伝えられない、という理由からの異例のデビューとなった。
- 1978年 2月25日 - デビューアルバム『Feel Happy』がオリコン史上初の初登場1位となり、4週に渡って首位の座に付いた。デビュー作から全作曲、編曲も手がけ、演奏にも加わり、プロデューサー（吉田拓郎と共同）としてもクレジットされている。シンガーソングライターとしては、10代（19歳3ヶ月）でファーストアルバム1位を獲得した男性ソロシンガーは未だ原田真二しかいない[44]（女性ソロでは宇多田ヒカル(『First Love』) のみ[注釈 13]。
- 1978年 4月10日 - 発売の4thシングル「タイム・トラベル」がデビュー3作を上回る自己最高位に。この後所属事務所を「アミューズ」から、井上陽水・ブレイク前のRCサクセションが所属していた「りぼん」に移籍[133]。
- 1978年 7月24日 - デビュー1年目（9ヶ月）、10代ソロ歌手、としては史上初の武道館単独公演を行った。ライブアレンジも手がけ、演奏を重視した純粋なロックコンサートに仕立てた。
- 1978年夏 - この頃、新人賞レースに参加しないことを公表。同じ新人の世良公則&ツイストも後に辞退を発表したが、事務所移籍という掟破りな行動も手伝ってか、生意気だとマスコミの批判が原田に集中した[102]。
- 1978年11月 2日 - 母校青山学院大学の学園祭ライヴをやったが、1万席しかない所に2万2千人が押し寄せ機動隊まで出動するパニックとなり、チケットは持っていたがコンサートを見られなかった者が続出した。
- 1978年11月21日 - 発売6枚目のシングル「OUR SONG」では初の作詞をはじめ、作曲、編曲、オーケストラアレンジ、プロデュースを手がける。
- 1978年12月16日 - 武道館ライブを中心に、その合宿風景なども追ったドキメンタリー映画「OUR SONG and all of you」が公開される。新人としては異例。監督はキャロルの解散コンサートや、近年では地球交響曲＜ガイアシンフォニー＞シリーズで知られる龍村仁。龍村とは後に、筑波科学万博「健康・スポーツ館」（1985） / TBS「いのちの響 生命交響楽」（1995年）でも映像とテーマ曲で共作[102]。
- 1978年12月31日 - NHK紅白歌合戦に出場。
- 1979年 4月21日 - 発売の2ndアルバム『natural high』の制作で、初の海外レコーディング（ロサンゼルス）に臨み、海外ミュージシャンとセッション。英語詞以外の作詞、作曲、編曲、プロデュースを手がけた。
- 1979年12月26日 - 2年続けて武道館ライブを敢行。
- 1980年 - 21歳で事務所を独立。株式会社クライシスを興す。レコード会社もポリドールに移籍。ソロ名義から原田真二&クライシス (SHINJI & CRISIS) として活動開始。
- 1980年夏頃 - ジョン・レノンプロデュースでのレコーディングの話が内々で持ち上がるも、1980年12月8日、ジョンはニューヨークで銃弾に倒れ幻となった[出典 104]。
- 1980年11月 5日 - 10月のシングル「STRAWBERRY NIGHT」に続き、アルバム『HUMAN CRISIS』発売。「僕の中にあるハードな部分ががつ〜んと出た一品。当時のファンの人たちを裏切りまくった僕のトライでした[112]。」
- 1981年12月25日 - CRISISの他、ストリングス&ビッグ・バンドを配しての特別編成クリスマスライブを中野サンプラザで行う。同時に米国への音楽留学による充電（約1年に及ぶ）をステージ上から発表。
- 1982年10月 - 23歳で結婚。結婚パーティーにはCHARや八神純子など音楽仲間も駆けつけた。プロポーズの言葉は「結婚するなら僕がいいじゃん!?」
- 1983年 5月 5日 - アメリカから帰国後フォーライフへ再度移籍した原田は、シングル「雨のハイウェイ」を発売しザ・ベストテンのスポットライトのコーナーにも出演。
- 1983年12月 - 翌年発売のニューアルバムの予告的ライヴとして、同名タイトル「Modern Vision」と題したアクトを取り入れたコンサートを渋谷公会堂で開催。
- 1984年 3月21日 - アルバム『MODERN VISION』が発売され5月からそのツアーもスタート。オープニングアクト（演劇）等を取り入れ、アルバムと平行したメッセージをライヴでも発信するというもの。
- 1984年11月21日 - 発売のシングル「Teardrops」では、コンピューターグラフィックスを取り入れた短編ストーリー仕立てのMVを制作。撮影直前に台本から監督まで代わってしまい、本人の納得できる仕上がりにならなかったばかりか、時代的なものもあり、今では直視できない映像だと言っている。原田のミュージッククリップは、古くは原田の発案で「シャドー・ボクサー」がフィルムコンサート用に制作されている。埠頭を走っているだけの単純な映像であったらしいが、このフィルムは幻化している。
- 1985年 3月17日- 9月16日 - 筑波科学万博「健康・スポーツ館」、生命誕生をテーマに17m×23mの大スクリーンで迫る「BREATHE」の音楽を担当。観客動員数はパビリオン中では最大だった。映像監督は龍村仁。
- 1985年10月 - 新たに「Friday Night Club」というイベントを企画。定期的にクラブでのライブを試みた。場所は東京表参道のモリハナエビル「ザ・スペース」。
- 1985年11月 1日 - レコードクレジットでの原田真二＆CRISISを解消し再びソロに転じ、Friday Night Clubの乗りをアルバムにした『Magical Healing』を発売。バンド・サウンドから打ち込みサウンドへ移行。
- 1987年 7月21日 - デビュー10周年として7月〜12月で「SWEET HEART」「LOVE OPERATOR」「君にもっと近づきたくて」と、トリプルでシングルを発売。
- 1988年 7月 - レコード会社を「NECアベニュー」に移籍。社名も「Air Field」と変更されバンド名もTHE AIRとした。10月21日にシングル「You are my Energy」。11月21日、アルバム『Urban game』発売。
- 1989年 9月21日 - 『Urban game』発売に伴うライブツアーの模様を収めた、ライブアルバム「Just Urban Night」とライブビデオ「Live Act Urbangame」を3曲以外は曲目を変え同時発売。
- 1990年 2月 - プライベートではこの頃より一時期、幸福の科学との接触（1990-1991年頃）が取りざたされる。俳優の南原宏治ら5人と「芸術座談会」を行い、その会話が教団機関誌『月刊 幸福の科学』1990年2月号（p.69）に掲載される。また1991年9月15日に横浜アリーナで行われた幸福の科学の講演会で、ゲストミュージシャンとしてミニライブを行う。
  - これに対して原田は「以前、様々な考え方、見方、世界観を学ぼうと、いろいろな分野の方や宗教家の方々ともお話しさせてもらっていた一環でのコンタクトで、要は自分の中での世界観を持つことと以前から言っており、現在も特定の宗教を信仰しているということはなく無宗教である」としている。また、精神世界を探求する中で、宗教に関しても幅広く知識を学んできたが、その真贋の判断はシンプルで、自分達の利益のための追求でなく、本当に人のために発信しているのかどうかであるとしている[134]。また「民族・宗教・国境の壁を越え共有できるのが音楽」とも言っている。
- 1990年 6月 - 同時期にアメリカで人気を博した「MTVアンプラグド」の影響もあり、「アコースティック・ナイト」と題された、少人数、小さな箱でのアコースティックなライブにも着手し始める。
- 1992年 4月 -「日本コロムビア」への移籍を、渋谷「クラブ・クワトロ」ライブ中に発表。
- 1995年12月9日 - 環境庁主催のチャリティーLive（パシフィコ横浜）の制作に携わり演奏も行う。その後、環境チャリティーコンサート「SEEDS IN THE FIELD」にも数回出演[16]。
- 1996年 2月21日 - TBS「いのちの響 生命交響楽」のテーマ曲「生命交響楽」発売。カップリングは自身が手がけた八王子市立下柚木小学校の校歌をCD化。
- 1996年 4月20日 - 前年に広島原爆から50年を迎えたことを受けて作られた「ひろしまから始めよう」を発売[60]。当時広島で行われたいくつかの平和祈念イベントでも披露。近年のピースライブでも主要に歌われている。
- 1997年 3月22日 -「The Symphony Sessoions」と題したオーケストラをバックにしたコンサートを行う。（シアターコクーン）
- 1998年 2月19日 - 3月8日 - ミュージカル「奇妙なゲーム」で、全曲書き下ろしによる音楽監督を担当[16]。出演：細川俊之 / 遠山景織子 / 坂本昌行
- 2000年 7月25日- 8月30日 - 松田聖子のCDをプロデュースしたのに伴い、夏のツアーにゲストとして参加。
- 2000年 8月26日 - 公のライブとしては初の「鎮守の杜コンサート」が、明治神宮で開催される。NHK-BSでテレビ中継もされた。ゲストは松田聖子。
- 2000年12月 - 松田聖子 X'mas Dinner Showのツアーより2004年夏ツアーまで、夏・冬のライヴツアーのサウンドプロデューサー、バンドマスター、CDプロデュースを務める。
- 2001年10月13日 - 地球環境行動会議 (GEA)・地球環境警鐘会議、合同レセプションにて加藤登紀子、斉藤ノブ、南アフリカのミュージシャンらと競演し演奏[135]。
- 2002年 5月30日 - 日韓合作映画「白神渡海」の音楽を担当し、主題歌「海風 UMIKAZE」を発売。挿入歌は、松田聖子「愛の歌」（2004年、The song of loveとしてSunshineに収録）。
- 2003年 8月 1日 - 加藤登紀子とのデュエットで、岐阜県の「花の都ぎふ祭り」イメージソング「薔薇と月 -ROSE AND MOON-」を製作し発売。関連のイベントライブにも数回出演。
- 2004年 6月 9日 - 発売。全面プロデュースを担当した松田聖子のアルバム『Sunshine』がオリコン初登場6位にランクイン。この夏のツアーをもってコンビ解消。
- 2004年 8月 8日 - フランスで開かれた「カンヌ国際芸術祭」のオープニングセレモニーに、鎮守の杜コンサートの形態を一部持込ライブを行った。
- 2004年12月28日 -「New Power Generation」と題した若手バンド中心のライブイベントを企画。自らも川野直輝（ドラムス）とユニットを結成。後に田中昌志（ベース）をライブサポートメンバーとして加え、3ピース形式で「generation」として演奏。2007年まで定期的に開催された。二人の息子も自バンドにて参加。
- 2005年 2月 - 特定非営利活動法人「ジェントル・アース (Gentle Earth)」を設立[115]。以後様々なNPO関連のチャリティーイベントに携わる。
- 2005年6月5日 - 愛知県長久手市で開催された「愛・地球博」の「環境の日」イベントで「第三部 鎮守の杜コンサート」を担当。
- 2005年12月22日 - より (- 2009)、ストリートチルドレンの救済活動を行うNPO法人「Singing Angel Project (SAP)」のフェスティバル（岡山）に参加。
- 2005年12月 - より毎年、クリスマス・チャリティー・ディナーライブツアーを行い、収益金の一部はユニセフ等に寄付している。
- 2006年 7月24日 - から「Peace Charity Concert」(hiroshima Voices 2006 / 2007) (Global Harmony 2008 - )に中心的存在として参加＆企画制作。その流れで8月5日（日本時間6日）広島原爆投下の日に合わせたニューヨークでの「Universal Peace Day」と題した、民族・宗教の壁を越えた平和祈念イベントに参加[116]。以後毎年継続し、東京、横浜、広島、長崎、リバーサイドチャーチ、リバーサイドパーク、セントラルパーク等で演奏。これは、“No more Hiroshima, No more Nagasaki”平和・反核をテーマにしたもの。
- 2006年 9月11日 - 9.11（NYテロ事件）追悼セレモニーにも毎年参加。ハドソン川をバックに演奏もしている。
- 2007年 1月12日 - 元アメリカ副大統領アルゴア氏制作の環境映画『不都合な真実』のエンディングテーマ「I need to wake up」の日本語版を制作、配信、アルゴア氏来日レセプションにて演奏。
- 2007年 5月13日 -「大和〜YAMATO The Global Harmoney〜」発表。広島、呉の（戦艦）大和ミュージアムの主題歌として製作された。戦火の犠牲になった人たちの命を決して無駄にしないという想いと、互いを尊重し合う和の心こそが平和へのキーワードと歌っている。平和イベントで再三披露されている[136]。
- 2007年 8月15日 - ROPPONGI WAVE RECORDSよりアルバム『Feel Free』発売に伴い、リリース記念ライブを世良公則 (GUILD 9) と合同で行った。
- 2007年10月25日 - ニューヨークにある国連に招かれ、長崎被爆をテーマにしたアニメ映画「NAGASAKI 1945 アンゼラスの鐘」の試写会で演奏。
- 2008年 4月 -「Singing Angel Project」の一環として、フィリピン・マニラを訪れ、貧困にあえぐ子供たちの惨状を視察。スラム街、スモーキー・マウンテンで働くストリートチルドレンを招待し同所でライブも行った。
- 2008年 5月 4日 - 平和憲法の象徴である憲法第9条を守る趣旨の「9条世界会議」（幕張メッセ）にて演奏。
- 2009年 9月 - メキシコ国連、軍縮会議で演奏。
- 2010年 7月 - シングル「Goodbye Tears」のPV撮影で、2009年4月に35年振り上陸が解禁された長崎 軍艦島でのロケを敢行。
- 2010年 9月10日 - 9月13日（現地日） - 被爆ピアノ・ピース・コンサートin ニューヨークに参加。9・11のハドソン川などNY周辺で演奏会を開く。
- 2011年 1月 - 広島市より、広島市民賞を受賞。広島市民賞は、市民に夢と希望とやすらぎを与え、元気な広島、住みよい広島を作るために寄与された人に対し授与される[137]。
- 2011年 3月11日 - 東北地方太平洋沖地震発生を受け、3月末より各地で大小様々な震災支援チャリティーライブに出演＆企画。被災地での慰問ライブも定期的に行う。
- 2013年 9月 6日 - 国連の平和教育に関するハイレベルフォーラムにて演奏（ニューヨーク国連本部、信託統治理事会会場）。

## ディスコグラフィー

### シングル
|                                            | 発売日                 | タイトル                            | カップリング                               | 形態                   | 製造番号               | 順位                   |
| フォーライフ・レコード                     | フォーライフ・レコード | フォーライフ・レコード              | フォーライフ・レコード                     | フォーライフ・レコード | フォーライフ・レコード | フォーライフ・レコード |
| ------------------------------------------ | ---------------------- | ----------------------------------- | ------------------------------------------ | ---------------------- | ---------------------- | ---------------------- |
| 1st                                        | 1977年10月25日         | てぃーんず ぶるーす                 | ANGEL FISH                                 | Single                 | FLS-1010               | 6位                    |
| 2nd                                        | 1977年11月25日         | キャンディ                          | グッド・ラック                             | Single                 | FLS-1011               | 10位                   |
| 3rd                                        | 1977年12月20日         | シャドー・ボクサー                  | サン・ライズ                               | Single                 | FLS-1012               | 14位                   |
| 4th                                        | 1978年4月10日          | タイム・トラベル/ジョイ             |                                            | Single                 | FLS-1024               | 4位                    |
| 5th                                        | 1978年7月25日          | サゥザンド・ナイツ/スペーシィ・ラブ |                                            | Single                 | FLS-1029               | 16位                   |
| 6th                                        | 1978年11月21日         | OUR SONG                            | SOMETHING NEW                              | Single                 | FLS-1037               | 19位                   |
| 7th                                        | 1979年3月21日          | スウィート・ベイビー                | 恋をブレンドドレッシング                   | Single                 | FLS-1040               | 33位                   |
| 8th                                        | 1979年9月21日          | a day                               | I Love You Gently                          | Single                 | FLS-1055               | 39位                   |
| 9th                                        | 1979年11月21日         | MARCH                               | GET OUT OF YOUR HEAD                       | Single                 | FLS-1063               | 57位                   |
| ポリドール・レコード 原田真二&クライシス   |                        |                                     |                                            |                        |                        |                        |
| 10th                                       | 1980年10月5日          | STRAWBERRY NIGHT                    | DANSER                                     | Single                 | 7DX 1007               | 54位                   |
| 11th                                       | 1981年4月21日          | LIFE                                | MAMA LUCY                                  | Single                 | 7DX 1078               | 71位                   |
| 12th                                       | 1981年8月1日           | 熱思考 -She became cold-            | ユア・ステップ                             | Single                 | 7DX 2005               | 86位                   |
| 13th                                       | 1981年11月1日          | EVERY SUNDAY                        | 街で散歩                                   | Single                 | 7DX 2007               | 97位                   |
| フォーライフ・レコード 原田真二&クライシス |                        |                                     |                                            |                        |                        |                        |
| 14th                                       | 1983年5月5日           | 雨のハイウェイ                      | WRONG WAY                                  | Single                 | 7K-94                  | 71位                   |
| 15th                                       | 1983年9月21日          | 愛して、かんからりん。              | Oh,Dana                                    | Single                 | 7K-120                 | 93位                   |
| 16th                                       | 1984年3月21日          | MODERN VISION                       | Danger Man                                 | Single                 | 7K-138                 |                        |
| 17th                                       | 1984年11月21日         | Teardrops                           | Let Me Hold You Again Tonight              | Single                 | 7K-163                 |                        |
| フォーライフ・レコード                     |                        |                                     |                                            |                        |                        |                        |
| 18th                                       | 1985年9月21日          | 永遠を感じた夜                      | Breathe                                    | Single                 | 7K-194                 |                        |
| 19th                                       | 1986年3月5日           | 寒がりのVOICE                       | SUBWAYの夜明け                             | Single                 | 7K-213                 |                        |
| 20th                                       | 1986年6月21日          | 伝説KISS                            | HEAT DANCING                               | 12inch                 | 12K-230                | 86位                   |
| 21st                                       | 1986年9月21日          | 見つめてCARRY ON                    | SLENDER GIRL                               | Single                 | 7K-238                 | 98位                   |
| 22nd                                       | 1987年7月21日          | SWEET HEART                         | WEEKEND RAIN                               | Single                 | 7K-268                 | 80位                   |
| 23rd                                       | 1987年10月21日         | LOVE OPERATOR                       | TEEN'S BLUES (PARTY VERSION)               | Single                 | 7K-274                 |                        |
| 24th                                       | 1987年12月16日         | 君にもっと近づきたくて              | CANDY                                      | Single                 | 7K-281                 | 80位                   |
| NECアベニュー                              |                        |                                     |                                            |                        |                        |                        |
| 25th                                       | 1988年10月21日         | You are my Energy                   | REVUE NIGHT                                | Single                 | N07E-22                |                        |
| 25th                                       | 1988年10月21日         | You are my Energy                   | REVUE NIGHT                                | 8cmCD                  | N10C-15                |                        |
| 日本コロムビア                             |                        |                                     |                                            |                        |                        |                        |
| 26th                                       | 1992年10月21日         | Miracle Love                        | Whisper                                    | 8cmCD                  | CODA-109               |                        |
| 27th                                       | 1993年9月1日           | 波を聴いた夜-Love Affair-           | Hey,Hey,Girl                               | 8cmCD                  | CODA-2361              |                        |
| 28th                                       | 1993年11月1日          | HONEY CHRISTMAS                     | SILENT NIGHT (A CAPELLA)                   | 8cmCD                  | CODA-258               |                        |
| 29th                                       | 1996年2月21日          | 生命交響楽                          | 下柚木の丘はいつだって                     | 8cmCD                  | CODA-896               |                        |
| 30th                                       | 1996年4月20日          | ひろしまから始めよう                | HIROSHIMA,THE PLACE TO START               | 8cmCD                  | CODA-916               |                        |
| 31st                                       | 1996年6月29日          | LOVE MIRACLE                        | Everlasting Love with 氷上恭子             | 8cmCD                  | CODA-959               |                        |
| KONAMI                                     |                        |                                     |                                            |                        |                        |                        |
| 32nd                                       | 1998年3月21日          | 恋は500マイル                       | Yell〜We'll save your love〜               | 8cmCD                  | KIDS 7602              |                        |
| 33rd                                       | 1998年9月23日          | 夢が踊りだす時                      | Cinderella Magic                           | 8cmCD                  | KIDS 7607              |                        |
| エアーフィールド                           |                        |                                     |                                            |                        |                        |                        |
| 34th                                       | 2002年5月30日          | 海風 UMIKAZE                        |                                            | Maxi Single            | AFKT-0002              |                        |
| UNIVERSAL MUSIC K.K.                       |                        |                                     |                                            |                        |                        |                        |
| 35th                                       | 2003年8月1日           | 薔薇と月 -ROSE AND MOON-            | ROSE AND MOON                              | Maxi Single            | TRCS-0005              |                        |
| 35th                                       | 2003年10月8日          | 薔薇と月 -ROSE AND MOON-            | ROSE AND MOON                              | Maxi Single            | TRCS-0005              |                        |
| Shine Records                              |                        |                                     |                                            |                        |                        |                        |
| 36th                                       | 2007年5月13日          | 大和〜YAMATO The Global Harmoney〜  | 大和〜YAMATO The Global Harmoney〜（英語） | Maxi Single            | SH-004                 |                        |
| Devotion artist                            |                        |                                     |                                            |                        |                        |                        |
| 37th                                       | 2008年2月3日           | Calling…                            | Come On おじょママ〜I Love Luしー〜        | Maxi Single            | DVCDS-00030            |                        |
| Shine Records                              |                        |                                     |                                            |                        |                        |                        |
| 38th                                       | 2010年4月10日          | Goodbye Tears                       | 広島の夢〜Dream of Hiroshima               | Maxi Single            | SH-005                 |                        |
| 39th                                       | 2010年12月17日         | Island of Peace 因島                |                                            | Maxi Single            | SH-006                 |                        |
| 40th                                       | 2011年1月31日          | In A Strong Wind Ahead              | Rain                                       | Maxi Single            | SH-007                 |                        |
| アクセスロード/エアーフィールド            |                        |                                     |                                            |                        |                        |                        |
| 41st                                       | 2014年8月29日          | YAMATO The Global Harmony           |                                            | Maxi Single + DVD      | YZAF-1/2               |                        |
| 42nd                                       | 2015年10月8日          | Heart Aid                           |                                            | Maxi Single + DVD      | YZAF-0003              |                        |

### アルバム

#### オリジナル・アルバム
|                                              | 発売日                 | タイトル                                  | 形態                    | 販売元                                       | 製造番号               | 順位                   |
| フォーライフ・レコード                       | フォーライフ・レコード | フォーライフ・レコード                    | フォーライフ・レコード  | フォーライフ・レコード                       | フォーライフ・レコード | フォーライフ・レコード |
| -------------------------------------------- | ---------------------- | ----------------------------------------- | ----------------------- | -------------------------------------------- | ---------------------- | ---------------------- |
| 1st                                          | 1978年2月25日          | Feel Happy                                | LP                      | フォーライフ・レコード                       | FLL-5017               | 1位                    |
| 1st                                          | 1992年11月20日         | Feel Happy                                | CD                      | フォーライフ・レコード                       | FLCF-22183             |                        |
| 1st                                          | 2007年10月24日         | Feel Happy 2007〜Debut 30th Anniversary〜 | CD                      | フォーライフミュージックエンタテイメント     | FLCF-4198              |                        |
| 2nd                                          | 1979年4月21日          | natural high                              | LP                      | フォーライフ・レコード                       | FLL-5028               | 7位                    |
| 2nd                                          | 1992年11月20日         | natural high                              | CD                      | フォーライフ・レコード                       | FLCF-22184             |                        |
| ポリドール・レコード 原田真二&クライシス     |                        |                                           |                         |                                              |                        |                        |
| 3rd                                          | 1980年11月5日          | HUMAN CRISIS                              | LP                      | ポリドール・レコード                         | 28MX2004               | 41位                   |
| 3rd                                          | 1994年12月19日         | HUMAN CRISIS                              | CD                      | ポリドール・レコード                         | POCH-1468              |                        |
| 4th                                          | 1981年8月21日          | ENTRANCヨ（エントランス）                 | LP                      | ポリドール・レコード                         | 28MX2023               | 51位                   |
| 4th                                          | 1994年12月19日         | ENTRANCヨ（エントランス）                 | CD                      | ポリドール・レコード                         | POCH-1469              |                        |
| 5th                                          | 1981年12月21日         | Merry Christmas                           | LP                      | ポリドール・レコード                         | 15MX2034               |                        |
| フォーライフ・レコード 原田真二&クライシス   |                        |                                           |                         |                                              |                        |                        |
| 6th                                          | 1983年7月21日          | Save Our Soul                             | LP                      | フォーライフ・レコード                       | 28K-51                 | 43位                   |
| 6th                                          | 1992年11月20日         | Save Our Soul                             | CD                      | フォーライフ・レコード                       | FLCF-22185             |                        |
| 7th                                          | 1984年3月21日          | MODERN VISION                             | LP                      | フォーライフ・レコード                       | 28K-67                 | 30位                   |
| 7th                                          | 1985年4月5日           | MODERN VISION                             | CD                      | フォーライフ・レコード                       | 35KD-9                 |                        |
| 7th                                          | 1992年11月20日         | MODERN VISION                             | CD                      | フォーライフ・レコード                       | FLCF-22186             |                        |
| フォーライフ・レコード                       |                        |                                           |                         |                                              |                        |                        |
| 8th                                          | 1985年11月1日          | Magical Healing                           | LP                      | フォーライフ・レコード                       | 28KD-97                | 28位                   |
| 8th                                          | 1985年11月1日          | Magical Healing                           | CD                      | フォーライフ・レコード                       | 35KD-24                |                        |
| 8th                                          | 1992年11月20日         | Magical Healing                           | CD                      | フォーライフ・レコード                       | FLCF-22187             |                        |
| 9th                                          | 1986年10月21日         | DOING WONDERS                             | LP                      | フォーライフ・レコード                       | 28K-120                | 33位                   |
| 9th                                          | 1986年10月21日         | DOING WONDERS                             | CD                      | フォーライフ・レコード                       | 35KD-60                |                        |
| 9th                                          | 1992年11月20日         | DOING WONDERS                             | CD                      | フォーライフ・レコード                       | FLCF-22188             |                        |
| NECアベニュー                                |                        |                                           |                         |                                              |                        |                        |
| 10th                                         | 1988年11月21日         | Urban game                                | LP                      | NECアベニュー                                | N28U-15                |                        |
| 10th                                         | 1988年11月21日         | Urban game                                | CD                      | NECアベニュー                                | N32C-15                |                        |
| 10th                                         | 1993年2月21日          | Urban game                                | CD                      | NECアベニュー                                | NACL-1509              |                        |
| 11th                                         | 1991年2月21日          | KINDNESS                                  | CD                      | NECアベニュー                                | NACL-1016              |                        |
| 11th                                         | 1993年2月21日          | KINDNESS                                  | CD                      | NECアベニュー                                | NACL-1511              |                        |
| 日本コロムビア                               |                        |                                           |                         |                                              |                        |                        |
| 12th                                         | 1992年9月21日          | Miracle Love                              | CD                      | 日本コロムビア                               | COCA-10371             |                        |
| 12th                                         | 1998年6月20日          | Miracle Love                              | CD                      | 日本コロムビア                               | COCA-15246             |                        |
| 12th                                         | 2001年10月21日         | Miracle Love                              | オンデマンドCD-R        | 日本コロムビア                               | COR-15246              |                        |
| 12th                                         | 2009年6月22日          | Miracle Love                              | オンデマンドCD          | コロムビアミュージックエンタテインメント     | CORR-10278             |                        |
| 13th                                         | 1993年9月21日          | Make it a Paradise                        | CD                      | 日本コロムビア                               | COCA-11013             |                        |
| 13th                                         | 1998年6月20日          | Make it a Paradise                        | CD                      | 日本コロムビア                               | COCA-15247             |                        |
| 13th                                         | 2013年5月23日          | Make it a Paradise                        | CD                      | 日本コロムビア                               | CORR-10889             |                        |
| 14th                                         | 1994年3月21日          | Glistening Holidays                       | CD                      | 日本コロムビア                               | COCA-11616             |                        |
| 14th                                         | 1998年6月20日          | Glistening Holidays                       | CD                      | 日本コロムビア                               | COCA-15248             |                        |
| 14th                                         | 2001年10月21日         | Glistening Holidays                       | オンデマンドCD-R        | 日本コロムビア                               | COR-15248              |                        |
| 14th                                         | 2010年1月25日          | Glistening Holidays                       | オンデマンドCD          | 日本コロムビア                               | CORR-10620             |                        |
| 15th                                         | 1994年3月21日          | plugged                                   | CD                      | 日本コロムビア                               | COCA-11617             |                        |
| 15th                                         | 1998年6月20日          | plugged                                   | CD                      | 日本コロムビア                               | COCA-15249             |                        |
| 15th                                         | 2001年10月21日         | plugged                                   | オンデマンドCD-R        | 日本コロムビア                               | COR-11617              |                        |
| 15th                                         | 2009年6月22日          | plugged                                   | オンデマンドCD          | コロムビアミュージックエンタテインメント     | COCA-11617             |                        |
| 16th                                         | 1995年9月21日          | Best Songs                                | CD                      | 日本コロムビア                               | COCA-12867             |                        |
| 16th                                         | 1998年6月20日          | Best Songs                                | CD                      | 日本コロムビア                               | COCA-15250             |                        |
| 16th                                         | 2001年10月21日         | Best Songs                                | オンデマンドCD-R        | 日本コロムビア                               | COR-12867              |                        |
| 16th                                         | 2009年6月22日          | Best Songs                                | オンデマンドCD          | コロムビアミュージックエンタテインメント     | CORR-10281             |                        |
| KONAMI                                       |                        |                                           |                         |                                              |                        |                        |
| 17th                                         | 1998年11月6日          | Urban Angels                              | CD                      | KONAMI                                       | KICS 7613              |                        |
| 17th                                         | 2004年12月5日          | Urban Angels 2004                         | CD                      | Shine Records                                | SH-002                 |                        |
| Shine Records                                |                        |                                           |                         |                                              |                        |                        |
| 18th                                         | 2005年10月25日         | Harmoney -僕らのハーモニー-               | CD                      | Shine Records                                | SH-003                 |                        |
| ROPPONGI WAVE RECORDS                        |                        |                                           |                         |                                              |                        |                        |
| 19th                                         | 2007年8月15日          | Feel Free                                 | CD                      | ROPPONGI WAVE RECORDS                        | XNRW-10002             |                        |
| テイチクエンタテインメント/Conitinental Star |                        |                                           |                         |                                              |                        |                        |
| 20th                                         | 2011年9月21日          | OUR SONG with Tokyo New City Orchestra    | CD                      | テイチクエンタテインメント/Conitinental Star | TECG-330051            |                        |
| IVY Records                                  |                        |                                           |                         |                                              |                        |                        |
| 21st                                         | 2017年10月25日         | PRESENCE                                  | CD + DVD （初回限定盤） | IVY Records                                  | QAIR-30013             | 225位                  |
| 21st                                         | 2017年10月25日         | PRESENCE                                  | CD                      | IVY Records                                  | QAIR-10100             | 225位                  |
| 22nd                                         | 2019年10月25日         | ROCKS                                     | CD + DVD （初回限定盤） | IVY Records                                  | QAIR-30015             |                        |
| 22nd                                         | 2019年10月25日         | ROCKS                                     | CD                      | IVY Records                                  | QAIR-10168             |                        |

#### ベスト・アルバム
| 発売日                                   | タイトル                                                             | 形態                    | 販売元                                   | 製造番号               | 順位                   |
| フォーライフ・レコード                   | フォーライフ・レコード                                               | フォーライフ・レコード  | フォーライフ・レコード                   | フォーライフ・レコード | フォーライフ・レコード |
| ---------------------------------------- | -------------------------------------------------------------------- | ----------------------- | ---------------------------------------- | ---------------------- | ---------------------- |
| 1979年11月5日                            | 原田真二 ザ・ベスト                                                  | LP                      | フォーライフ・レコード                   | FLL-5034               | 57位                   |
| 1980年9月21日                            | THE BEST COLLECTION                                                  | LP                      | フォーライフ・レコード                   | 28K-2                  |                        |
| 1986年3月5日                             | 原田真二A面コレクション                                              | CD                      | フォーライフ・レコード                   | 35KD-40                |                        |
| 1988年9月21日                            | ABSOLUTE SINGLES                                                     | CD                      | フォーライフ・レコード                   | 32KD-141               |                        |
| 1994年11月18日                           | ABSOLUTE SINGLES〜原田真二A面コレクション〜                          | CD                      | フォーライフ・レコード                   | FLCF-3545              |                        |
| 1988年9月21日                            | ABSOLUTE MIX                                                         | CD                      | フォーライフ・レコード                   | 32KD-142               |                        |
| 1994年11月18日                           | ABSOLUTE MIX                                                         | CD                      | フォーライフ・レコード                   | FLCF-3585              |                        |
| 1998年3月21日                            | THE WORLD OF SHINJI HARADA                                           | CD                      | フォーライフ・レコード                   | FLCF-3713              |                        |
| 2001年9月27日                            | PURE BEST                                                            | CD                      | フォーライフ・レコード                   | FLCF-3933              |                        |
| ポリドール・レコード 原田真二&クライシス |                                                                      |                         |                                          |                        |                        |
| 1983年3月21日                            | LIGHT COLLECTION                                                     | LP                      | ポリドール・レコード                     | 25MX2064               |                        |
| 1994年12月19日                           | LIGHT COLLECTION                                                     | CD                      | ポリドール・レコード                     | POCH-1470              |                        |
| AIR FIELD                                |                                                                      |                         |                                          |                        |                        |
| 2001年6月26日                            | 強い向い風の中で                                                     | CD                      | AIR FIELD                                | AFKT-0001              |                        |
| フォーライフミュージックエンタテイメント |                                                                      |                         |                                          |                        |                        |
| 2002年11月20日                           | GOLDEN☆BEST 原田真二 OUR SONG〜彼の歌は君の歌〜                      | CD                      | フォーライフミュージックエンタテイメント | FLCF-3933              |                        |
| 2003年3月19日                            | GOLDEN☆BEST 原田真二 Legendary Hits 80's                             | CD                      | フォーライフミュージックエンタテイメント | FLCF-3945              |                        |
| 2017年7月26日                            | タイム・トラベル 〜40thシングル・コレクション〜                      | CD                      | フォーライフミュージックエンタテイメント | FLCF-4507              | 295位                  |
| コロムビアミュージックエンタテインメント |                                                                      |                         |                                          |                        |                        |
| 2005年1月26日                            | GOLDEN☆BEST 原田真二 1992-1996 SHINE THE LIGHT COLLECTION            | CD                      | コロムビアミュージックエンタテインメント | COCP-33093             |                        |
| ユニバーサルJ 原田真二&クライシス        |                                                                      |                         |                                          |                        |                        |
| 2006年3月1日                             | GOLDEN☆BEST 原田真二&クライシス LIFE〜ポリドール・イヤーズ 1980-1981 | CD                      | ユニバーサルJ                            | UPCY-6114              |                        |
| 2007年10月24日                           | 原田真二&クライシス ポリドール・イヤーズ完全盤                       | CD                      | ユニバーサルJ                            | UPCY-6446/8            |                        |
| IVY Records                              |                                                                      |                         |                                          |                        |                        |
| 2014年4月30日                            | BEST VISION                                                          | CD + DVD （初回限定盤） | IVY Records                              | QYZI-10015/6           | 279位                  |
| 2014年4月30日                            | BEST VISION                                                          | CD                      | IVY Records                              | QYCI-10015             | 279位                  |
| 日本コロムビア                           |                                                                      |                         |                                          |                        |                        |
| 2017年9月20日                            | 原田真二1992-1996 コロムビア・イヤーズ・コンプリート                 | CD                      | 日本コロムビア                           | COCP-40103/7           |                        |

#### ライブ・アルバム
|                        | 発売日         | タイトル                                    | 形態          | 販売元                 | 製造番号      | 順位          |
| NECアベニュー          | NECアベニュー  | NECアベニュー                               | NECアベニュー | NECアベニュー          | NECアベニュー | NECアベニュー |
| ---------------------- | -------------- | ------------------------------------------- | ------------- | ---------------------- | ------------- | ------------- |
| 1st                    | 1989年9月21日  | Just Urban Night                            | CD            | NECアベニュー          | 4988041300777 |               |
| 1st                    | 1993年2月21日  | Just Urban Night                            | CD            | NECアベニュー          | NACL-1510     |               |
| AIR FIELD              |                |                                             |               |                        |               |               |
| 2nd                    | 1991年7月21日  | ACOUSTIC NIGHT 1 ‐KINDNESS WAVE‐            | CD            | AIR FIELD              | AF001/ 2      |               |
| 2nd                    | 1997年7月31日  | ACOUSTIC NIGHT 1 ‐KINDNESS WAVE‐            | CD            | KONAMI                 | KICS-7608/9   |               |
| フォーライフ・レコード |                |                                             |               |                        |               |               |
| 3rd                    | 1996年12月18日 | Shinji Harada at Budokan '78〜Time Travel〜 | CD            | フォーライフ・レコード | FLCF-3673     |               |

#### CD BOX
|                                          | 発売日        | タイトル                                                     | 形態              | 販売元                                   | 製造番号      | 順位          |
| Shine Records                            | Shine Records | Shine Records                                                | Shine Records     | Shine Records                            | Shine Records | Shine Records |
| ---------------------------------------- | ------------- | ------------------------------------------------------------ | ----------------- | ---------------------------------------- | ------------- | ------------- |
| 1st                                      | 2003年        | SHINJI HARADA COMPLETE BOX                                   | CD                | Shine Records                            |               |               |
| フォーライフミュージックエンタテイメント |               |                                                              |                   |                                          |               |               |
| 2nd                                      | 2012年7月4日  | 原田真二 35th Anniversary BOX＜コンプリート FOR LIFE Years＞ | Blu-spec CD + DVD | フォーライフミュージックエンタテイメント | FLCF-5047     |               |

### 映像
|                                              | 発売日                 | タイトル                                                                             | 形態                   | 販売元                                       | 製造番号               |
| フォーライフ・レコード                       | フォーライフ・レコード | フォーライフ・レコード                                                               | フォーライフ・レコード | フォーライフ・レコード                       | フォーライフ・レコード |
| -------------------------------------------- | ---------------------- | ------------------------------------------------------------------------------------ | ---------------------- | -------------------------------------------- | ---------------------- |
| 1st                                          | 1986年3月5日           | Friday Night Club                                                                    | VHS                    | フォーライフ・レコード                       | V68M4006               |
| キティエンタープライズ                       |                        |                                                                                      |                        |                                              |                        |
| 2nd                                          | 1989年9月21日          | Live Act Urbangame                                                                   | VHS                    | キティエンタープライズ                       | V58M4112               |
| ハピネット・ピクチャーズ                     |                        |                                                                                      |                        |                                              |                        |
| 3rd                                          | 2005年3月25日          | OUR SONG and all of you (ライヴ・アット・武道館)                                     | DVD                    | ハピネット・ピクチャーズ                     | HMBH-1009              |
| 4th                                          | 2007年1月26日          | Shinji Harada MTV PREMIUM LIVE in duo                                                | DVD                    | ハピネット・ピクチャーズ                     | HMBH-1032              |
| テイチクエンタテインメント/Conitinental Star |                        |                                                                                      |                        |                                              |                        |
| 4th                                          | 2013年2月20日          | Shinji Harada 35th Anniverary Special Live!! "The Load to the Light 1st Stage Final" | DVD                    | テイチクエンタテインメント/Conitinental Star | TEBG-58010/1           |

### タイアップ一覧
| 楽曲                                | タイアップ                                                            | 収録作品                                       |
| ----------------------------------- | --------------------------------------------------------------------- | ---------------------------------------------- |
| OUR SONG                            | SONY「βマックス」CMソング                                             | シングル「OUR SONG」                           |
| MODERN VISION                       | TOYOTA「セリカ」CMソング                                              | シングル「MODERN VISION」                      |
| Breathe                             | 筑波万博「健康・スポーツ館」テーマ曲                                  | シングル「永遠を感じた夜」                     |
| SWEET HEART                         | 高砂殿 CMソング                                                       | シングル「SWEET HEART」                        |
| 君にもっと近づきたくて              | SHARP「ビデオカメラ」CMソング                                         | シングル「君にもっと近づきたくて」             |
| You are my Energy                   | フジテレビ系アニメ『F-エフ』エンディングテーマ                        | シングル「You are my Energy」                  |
| ROMANTIC DANCE                      | ロッテ・アーモンドチョコレート CMソング                               | アルバム『Urban game』                         |
| FLY (THEME OF I.S.A)                | I.S.A. CMソング                                                       | アルバム『Urban game』                         |
| 永遠の時間-KINDNESS                 | イオングループ CMソング                                               | アルバム『KINDNESS』                           |
| 波を聴いた夜-Love Affair-           | ロッテチョコレート「ラミー&バッカス」CMソング                         | シングル「波を聴いた夜-Love Affair-」          |
| 生命交響楽                          | TBS系『いのちの響 生命交響楽』テーマソング                            | シングル「生命交響楽」                         |
| ひろしまから始めよう                | 広島ホームテレビ「千本の傘プロジェクト」イメージソング                | シングル「ひろしまから始めよう」               |
| LOVE MIRACLE                        | セガサターン『ナイトゥルース』テーマソング                            | シングル「LOVE MIRACLE」                       |
| 恋は500マイル                       | テレビ朝日『深夜水族館』挿入歌                                        | シングル「恋は500マイル」                      |
| 恋は500マイル                       | 文化放送『CLUB db』エンディングテーマ                                 | シングル「恋は500マイル」                      |
| 夢が踊りだす時                      | はごろもフーズ「ディッパーシーチキン ティーンズ篇」CMソング           | シングル「夢が踊りだす時」                     |
| 海風 UMIKAZE                        | 日韓合作映画『白神渡海』主題歌                                        | シングル「海風 UMIKAZE」                       |
| 薔薇と月 -ROSE AND MOON-            | 岐阜県「花の都ぎふ祭り ひだ・みの花紀行」イメージソング               | シングル「薔薇と月 -ROSE AND MOON-」           |
| 大和〜YAMATO The Global Harmoney〜  | 広島県呉市「大和ミュージアム」テーマソング                            | シングル「大和〜YAMATO The Global Harmoney〜」 |
| Come On おじょママ〜I Love Luしー〜 | 関西テレビ『おじょママ!P』エンディングテーマ                          | シングル「Calling…」                           |
| 広島の夢〜Dream of Hiroshima        | 日本テレビ『24時間テレビ 「愛は地球を救う」』広島ローカルテーマソング | シングル「Goodbye Tears」                      |

### 書籍&写真集
- 『オデッセイ』ペップ出版、1978年。
- 『「原田真二写真集」SHINJI BY CHOKU MATUMOTO』エリー・システム・プランニング、1979年。 ※撮影：松本直
- 『SOUND OF THE EARTH Shinji Harada from AMERICA Volume.1』1982年。 ※撮影：原田えいじ FROMファンクラブ通販
- 『幸せに生きるヒント グローバル ハーモニー』無双舎、2010年。
- 夏野苺『原田真二写真集「SHINE」』2011年。 ※限定販売
- 「復刻本『原田真二 デラックスブック』」『近代映画』2013年4月1日発行、近代映画社。 ※限定販売〜6月30日まで

## 楽曲提供
| アーティスト           | タイトル                                | 作詞                    | 作曲                 | 編曲                                 | 収録作品（初出のみ）                           | 備考 / タイアップ                                                       |
| ---------------------- | --------------------------------------- | ----------------------- | -------------------- | ------------------------------------ | ---------------------------------------------- | ----------------------------------------------------------------------- |
| アワートレジャーズ     | 僕らのハーモニー                        | 原田真二                | 原田真二             | 原田真二                             | アルバム『NHK 天才てれびくんMAX MTK the 10th』 |                                                                         |
| 杏里                   | IMITATION LOVER                         | 原田真二                | 原田真二             | 井上鑑                               | アルバム『TROUBLE IN PARADISE』                |                                                                         |
| 伊藤さやか             | 1,000,000回 I Love You                  | Heart Box               | 原田真二             | 清水信之                             | アルバム『ナンパ…して! ニュートラルSAYAKA』    |                                                                         |
| 岩城憲 & Tears Project | Believe                                 | 岩城憲                  | 原田真二             | 原田真二                             | シングル「Believe」                            |                                                                         |
| 岩城憲 & Tears Project | 気まぐれMOONLIGHT                       | 岩城憲                  | 原田真二             | 原田真二                             | シングル「Believe」                            |                                                                         |
| 宇都宮隆               | SET ME FREE                             | 原田真二                | 原田真二             | 原田真二                             | アルバム『OVERTONE』                           |                                                                         |
| 宇都宮隆               | Tango                                   | 原田真二                | 原田真二             | 原田真二                             | アルバム『OVERTONE』                           |                                                                         |
| 宇都宮隆               | Hello good day                          | 原田真二                | 原田真二             | 原田真二                             | アルバム『OVERTONE』                           |                                                                         |
| 小椋佳                 | ピラミッドふたつ                        | 小椋佳                  | 原田真二             | 原田真二                             | アルバム『折節の想い』                         |                                                                         |
| KATSUMI                | You're my Love                          | 渡辺克巳                | 原田真二             | 上杉洋史                             | アルバム『奇蹟のゲーム』                       |                                                                         |
| 吉川晃司               | フライデーナイトレビュー                | 安藤秀樹                | 原田真二             | 大村雅朗                             | アルバム『パラシュートが落ちた夏』             |                                                                         |
| 吉川晃司               | ポラロイドの夏                          | 麻生圭子                | 原田真二             | 大村雅朗                             | アルバム『LA VIE EN ROSE』                     |                                                                         |
| 吉川晃司               | BIG SLEEP                               | 麻生圭子                | 原田真二             | 大村雅朗                             | アルバム『LA VIE EN ROSE』                     |                                                                         |
| 吉川晃司               | 太陽もひとりぼっち                      | 麻生圭子                | 原田真二             | 大村雅朗                             | アルバム『LA VIE EN ROSE』                     |                                                                         |
| 吉川晃司               | 心の闇（ハローダークネス）              | 安藤秀樹                | 原田真二             | 大村雅朗                             | アルバム『INNOCENT SKY』                       |                                                                         |
| 吉川晃司               | キャンドルの瞳                          | 安藤秀樹                | 原田真二             | 後藤次利                             | シングル「キャンドルの瞳」                     |                                                                         |
| 吉川晃司               | Mis Fit                                 | 安藤秀樹                | 原田真二             | 後藤次利                             | アルバム『MODERN TIME』                        |                                                                         |
| 吉川晃司               | 選ばれた夜                              | 安藤秀樹                | 原田真二             | 後藤次利                             | アルバム『MODERN TIME』                        |                                                                         |
| 吉川晃司               | 永遠のVelvet Kiss                       | 安藤秀樹                | 原田真二             | 後藤次利                             | シングル「MODERN TIME」                        |                                                                         |
| 郷ひろみ               | I FEEL MY LOVE WITH YOU                 | ヘンリー浜口            | 原田真二             | 大村雅朗                             | アルバム『ALLUSION』                           |                                                                         |
| 郷ひろみ               | サーティーズ・スコッチ                  | 売野雅勇                | 原田真二             | 大村雅朗                             | アルバム『LABYRINTH』                          |                                                                         |
| 郷ひろみ               | ぎりぎり燃えて                          | 来生えつこ              | 原田真二             | 大村雅朗                             | アルバム『LABYRINTH』                          |                                                                         |
| 小泉今日子             | Love is Dreamy                          | 原田真二                | 原田真二             | 水谷公生                             | アルバム『Today's Girl』                       |                                                                         |
| 酒井法子               | 涙がとまらない 〜HOW! AW! YA!〜         | 康珍化                  | 原田真二             | 松本晃彦                             | シングル「涙がとまらない 〜HOW! AW! YA!〜」    |                                                                         |
| 酒井法子               | 雪の小鳥たちへ 〜Very Merry Christmas〜 | 康珍化                  | 原田真二             | 松本晃彦                             | シングル「涙がとまらない 〜HOW! AW! YA!〜」    |                                                                         |
| 沢田研二               | 8月のリグレット                         | 大津あきら              | 原田真二             | 井上鑑                               | アルバム『NON POLICY』                         |                                                                         |
| 沢田研二               | ノンポリシー                            | 秋元康                  | 原田真二             | 井上鑑                               | アルバム『NON POLICY』                         |                                                                         |
| 沢田研二               | ゼロになれ                              | 覚和歌子                | 原田真二             | 白井良明                             | アルバム『耒タルベキ素敵』                     |                                                                         |
| SAYAKA                 | How do you do?                          | SAYAKA                  | Shine                | Shine, Taigo Sato, Naoki Tanabe      | シングル「ever since」                         | Shine 名義                                                              |
| シブがき隊             | Like A Wolf                             | 原田真二・前川克也      | 原田真二             | 原田真二                             | シングル『5th Anniversary 12inch single X 3』  | 薬丸裕英のソロ曲                                                        |
| シュガー               | キスがいっぱい                          | さがらよしあき          | 原田真二             | 瀬尾一三／コーラスアレンジ：古田喜昭 | シングル「キスがいっぱい」                     |                                                                         |
| シュガー               | バースディ・スーツ                      | 毛利公子                | 原田真二             | 瀬尾一三／コーラスアレンジ：古田喜昭 | アルバム『Sugar Bean』                         |                                                                         |
| 玉井健二               | 櫻の樹の下で…                           | 佐藤大                  | 原田真二             | 小滝みつる                           | シングル「櫻の樹の下で…」                      | メナード『スプリングフェスティバル』CMソング                            |
| 玉井健二               | 月とブランコのキス                      | 佐藤大                  | 原田真二             | 西平彰                               | シングル「月とブランコのキス」                 |                                                                         |
| 玉井健二               | いけない葡萄                            | 真間綾                  | 原田真二             | 国吉良一                             | シングル「月とブランコのキス」                 | 日本テレビ系『うるとら7:00』オープニングテーマ                          |
| 玉井健二               | 愛しているんだ                          | 秋元康                  | 原田真二             | 西村麻聡                             | シングル「愛しているんだ」                     | 東芝 CMソング                                                           |
| 玉井健二               | 銀河の夜                                | 真間綾                  | 原田真二             | 国吉良一                             | シングル「愛しているんだ」                     |                                                                         |
| 中川晃教               | 終らないクリスマス                      | 中川晃教                | 原田真二             | ミッキー吉野                         | シングル「終らないクリスマス」                 |                                                                         |
| 中川勝彦               | 愛じゃない                              | 松尾由紀夫              | 原田真二             | 白井良明                             | アルバム『してみたい』                         |                                                                         |
| 中川勝彦               | 雨の動物園                              | 松尾由紀夫              | 原田真二             | 白井良明                             | アルバム『してみたい』                         |                                                                         |
| 中村あゆみ             | 彼女はノーマル                          | 岩里祐穂                | 原田真二             | 椎名和夫                             | アルバム『Midnight Kids』                      |                                                                         |
| 中村雅俊               | 翼のある少年                            | 松井五郎                | 原田真二             |                                      | アルバム『100年の勇気』                        |                                                                         |
| 中森明菜               | 処女伝説                                | FUMIKO                  | 原田真二             | 小林信吾・北島健二                   | アルバム『Stock』                              |                                                                         |
| 早見優                 | Sunrise Bay Cruzin’                     | 原田真二                | 原田真二             | 伊藤銀次                             | アルバム『WOW!』                               |                                                                         |
| 早見優                 | 波間のTouch                             | 原田真二                | 原田真二             | 伊藤銀次                             | アルバム『WOW!』                               |                                                                         |
| 原田知世               | 異国の娼婦                              | 秋元康                  | 原田真二             | 後藤次利                             | アルバム『NEXT DOOR』                          |                                                                         |
| ひかる一平             | 胸騒ぎの放課後                          | 松本隆                  | 原田真二             | 瀬尾一三                             | シングル「胸騒ぎの放課後」                     |                                                                         |
| 堀ちえみ               | Jimmy's Girl                            | 売野雅勇                | 原田真二             | 鈴木茂                               | アルバム『Lonely Universe』                    |                                                                         |
| 堀ちえみ               | ミス・ロンリー・ユニヴァース            | 売野雅勇                | 原田真二             | 鈴木茂                               | アルバム『Lonely Universe』                    |                                                                         |
| 松岡英明               | Absence                                 | 川村真澄                | 原田真二             | ホッピー神山                         | アルバム『visions of boys』                    |                                                                         |
| 松田聖子               | パイナップル・アイランド                | 松本隆                  | 原田真二             | 大村雅朗                             | アルバム『Pineapple』                          |                                                                         |
| 松田聖子               | ピンクのスクーター                      | 松本隆                  | 原田真二             | 大村雅朗                             | アルバム『Pineapple』                          |                                                                         |
| 松田聖子               | Vacancy                                 | 銀色夏生                | 原田真二             | 大村雅朗                             | アルバム『The 9th Wave』                       |                                                                         |
| 松田聖子               | 星空のストーリー                        | 来生えつこ              | 原田真二             | 大村雅朗                             | アルバム『The 9th Wave』                       |                                                                         |
| 松田聖子               | 本気にS・O・R・R・Y                     | Seiko Matsuda           | 原田真二             | 笹路正徳                             | アルバム『We Are Love』                        |                                                                         |
| 松田聖子               | Morning Beach 〜Spring Lakeにて         | Seiko Matsuda           | 原田真二             | 笹路正徳                             | アルバム『We Are Love』                        |                                                                         |
| 松田聖子               | 上海ラヴソング                          | 矢野顕子                | 原田真二             | 原田真二                             | シングル「上海ラヴソング」                     |                                                                         |
| 松田聖子               | チャペルの小径                          | 原田真二                | 原田真二             | 原田真二                             | シングル「上海ラヴソング」                     |                                                                         |
| 松田聖子               | The Sound of Fire                       | 原田真二                | 原田真二             | 原田真二                             | シングル「The Sound of Fire」                  | 2001国際オープンフィギュアスケート選手権大会 イメージソング             |
| 松田聖子               | 奇蹟の起る夜〜☆Kiseki no okiru yoru☆    | Seiko Matsuda, 原田真二 | 原田真二             | 原田真二                             | シングル「The Sound of Fire」                  |                                                                         |
| 松田聖子               | あなたしか見えない                      | Seiko Matsuda, 原田真二 | 原田真二             | 原田真二                             | シングル「あなたしか見えない」                 |                                                                         |
| 松田聖子               | 奇蹟の起る夜〜☆Kiseki no okiru yoru☆    | Soundfly SONO           | Franz Peter Schubert | 原田真二                             | シングル「あなたしか見えない」                 |                                                                         |
| 松田聖子               | 愛♡愛〜100％♥Pure Love〜                | Seiko Matsuda, 原田真二 | 原田真二             | 原田真二                             | シングル「愛♡愛〜100％♥Pure Love〜」           | フジテレビ系『100%キャイ〜ン!』テーマソング                             |
| 松田聖子               | Ding Dong                               | Seiko Matsuda, 原田真二 | 原田真二             | 原田真二                             | シングル「愛♡愛〜100％♥Pure Love〜」           |                                                                         |
| 松田聖子               | Call me                                 | 原田真二                | 原田真二             | 原田真二                             | シングル「Call Me」                            |                                                                         |
| 松田聖子               | This is the place 2003                  | Seiko Matsuda           | 原田真二             | 原田真二                             | シングル「Call Me」                            |                                                                         |
| 松田聖子               | 逢いたい                                | Seiko Matsuda           | 原田真二             | 原田真二                             | シングル「逢いたい」                           | 大京ライオンズマンション CMソング                                       |
| 松田聖子               | 風色のkiss                              | Seiko Matsuda           | 原田真二             | 原田真二                             | シングル「逢いたい」                           |                                                                         |
| SEIKO with Crazy.T     | Smile on me                             | 原田真二                | 原田真二             | 原田真二                             | シングル「Smile on me」                        | TBS系「プロ野球中継」テーマソング TBS系「MLB中継・MLB主義」テーマソング |
| SEIKO with Crazy.T     | 制服のぼたん                            | 原田真二                | 原田真二             | 原田真二                             | シングル「Smile on me」                        |                                                                         |
| 八神純子               | ナイス・メモリーズ                      | 原田真二                | 原田真二             | 原田真二                             | アルバム『夢みる頃を過ぎても』                 |                                                                         |
| 山下久美子             | そばにいたいよ                          | 銀色夏生                | 原田真二             | 後藤次利                             | アルバム『アニマ・アニムス』                   |                                                                         |
| 山下久美子             | 瞳いっぱいの涙                          | 康珍化                  | 原田真二             | 後藤次利                             | シングル「瞳いっぱいの涙」                     |                                                                         |
| 山下久美子             | 最後のドアーまで                        | 銀色夏生                | 原田真二             | 後藤次利・萩田光雄                   | アルバム『and Sophia's back』                  |                                                                         |

## プロデュース
- 松田聖子
  - アルバムプロデュース / 2000年 -『20th Party』（半分プロデュース）/ 2001年 -『LOVE & EMOTION VOL.1・LOVE & EMOTION VOL.2』（ミニアルバム）/ 2004年 - 『Sunshine』

## ライヴバンドメンバー遍歴
- 原田真二（ギター&キーボード）

WAVE / SHINJI BAND
- 1978年：古田たかし・Robert Peter Brill（ツインドラムス）/ 関雅夫（ベース）/ 青山徹（ギター）/ 山田秀俊（キーボード）※武道館
- 1979年：古田たかし（ドラムス）/ 関雅夫（ベース）/ 青山徹（ギター）/ 柴田義也（キーボード）※武道館

原田真二&クライシス (SHINJI & CRISIS)
- 1980年：古田たかし（ドラムス）/ 関雅夫（ベース）/ 豊田貴志（キーボード&バイオリン）/ 北島健二（ギター） ※ポリドール・イヤーズ ☆北島はバンド初アルバム発売直前に脱退。
- 1983年：古田たかし（ドラムス）/ 関雅夫（ベース）/ 太田美知彦（キーボード＆サックス）※「Save Our Soul」
- 1984年：古田たかし（ドラムス）/ 有賀啓雄（ベース）/ 太田美知彦（キーボード＆サックス）※「MODERN VISION」

CRISIS / CRYSIS
- 1985年：藤井章司（ドラムス）/ Bobby Jan Watson（ベース）/ 太田美知彦（キーボード）/ 中島律子（ギター&サックス）/ 国光みゆき（キーボード）※「Friday Night Club」
- 1986年：藤井章司（ドラムス）/ Wornell Jones（ベース）/ 太田美知彦（キーボード＆サックス）/ 山崎（鈴木）祥子（パーカッション＆キーボード）/ 渡邉美佳（ギター）※「Doing Wonders」
- 1987年：鈴木祥子（ドラムス＆パーカッション）/ 有賀啓夫（ベース）/ 芝一彦（=矢吹薫）（ギター）/ 朝本千可（サックス）/ 深沢純（キーボード&マニピュレーター） ※ 「10周年日比谷野外音楽堂」

with THE AIR
- 1989年：リューベン・マン（ドラムス）/ 佐藤タイゴ（ベース）/ 芝一彦（ギター）/ 深沢純（キーボード&マニピュレーター）/ セセラ & アミュ（サックス&コーラス&ダンサー）※ Live act Urban Game

2000年以降
- 2002年：リューベン・マン（ドラムス）/ Wornell Jones（ベース）/ 佐藤タイゴ（キーボード）/ 陽紅（サックス）※25th Anniversary Tour 2002
- 2013年：リューベン・マン（ドラムス）/ MATARO（パーカッション）/ Wornell Jones（ベース）/ 太田美知彦（キーボード）/ 陽紅（サックス）※The Road to the Light 2nd Stage

上記以外のライヴサポートミュージシャン
- 1977年：デイブ伊藤（ベース）・カズ南沢（ギター）・吉田俊之（キーボード）・中村哲（サックス）・小室哲哉（キーボード）・鈴木彰（ドラムス）・スズキノリヨシ（ギター）・山口岩男（ギター）

※小室哲哉は、クライシス結成前後に行われた日比谷野外音楽堂でのライヴ後、正式にメンバー加入を目指しオーディションを受けたが採用には至らなかった。
- 2000年：金子隆博（サックス）・渕野繁雄（サックス）・菅野吉也（ドラムス）・まるたまり（キーボード）・小熊ゆかり（キーボード）/ 青柳誠（キーボード＆サックス）・高嶋ちさ子（バイオリン）

## コンサートツアー&主要ライヴ

### 1970年代
- 1977年 3月30日 - 卒業＆出発コンサート（広島青少年センター）※デビュー前
- 1978年 4月 1日 - Feel Happy Concert ※デビューして初のコンサートは倉敷市民文化会館
- 1978年 7月24日 - HOT SUMMER OVER ※Opening 7月24日 - 日本武道館
- 1978年12月 - SHINJI STAGE WAY '78
- 1979年 3月 - SHINJI STAGE WAY '79 ※8月23日 - つま恋/30日 - 合歓の郷/12月26日 - 日本武道館

### 1980年代
- 1980年 5月 - SHINJI STAGE WAY '80 ※5月10日/9月28日 - 日比谷野外音楽堂
- 1980年12月 - MEET CRISIS ※12月27日 - 東京・後楽園特設テント
- 1981年12月25日 - Christmas Special live (Strings & Big Band) 中野サンプラザ
- 1983年 4月 - STAGE WAY
- 1983年10月 - Save Our Soul Tour
- 1983年12月 - Modern Vision（渋谷公会堂）※Act Live
- 1984年 5月 - Modern Vision Tour
- 1985年10月 - Friday Night Club (The Space)
- 1985年11月 - Magical Healing Tour
- 1986年11月26日 - Doing Wonders Tour
- 1987年 7月11日 - Doing Wonders Summer Virsion（日比谷野外音楽堂）（10周年）
- 1988年 4月 2日〜 Friday night club（日清パワーステーション・3days）
- 1989年 - Live act Urban Game

### 1990年代
- 1990年 2月 - Last Urban Night Tour
- 1990年 6月 - Acoustic night
- 1991年 2月 - Kindness Tour
- 1992年11月22日 - Miracle Love Tour
- 1993年10月14日 - 日清パワーステーション (for Make it Paradise)
- 1993年12月 9日 - クリスマスコンサート（東京草月ホール）
- 1994年 5月24日 - リメイクス・ツアー
- 1995年 2月24日 - ハートエイドライブ（横浜エピキュラス）
- 1995年11月19日 / 1996年7月4日 / 10月25日 / 1997年2月8日 -「ON AIR EAST（渋谷）
- 1996年12月21日 - Glistening Holidays '96（二子玉川アレーナホール）
- 1996年 8月 2日 -「ひろしまから始めよう」コンサート（広島アステールプラザ）
- 1997年 3月22日 - The Symphony Sessoions（東京・シアターコクーン）※オーケストラとセッション
- 1998年 5月19日〜 青山円形劇場 (2days)
- 1999年 8月 6日〜 Urban Angels Concert（青山円形劇場・2days）

### 2000年代
- 2000年12月30日〜 東京カウントダウンライブ（東京 目白フォーシーズンズホテル・2days）
- 2001年10月26日 - The Rhythm of Angels（赤坂BLITZ）/ 12月27日（大阪・ON AIR OSAKA）
- 2002年10月19日 - 25th Anniversary Tour 2002
- 2003年10月18日 - Shine The Night (SHIBUYA-AX)
- 2004年 6月 4日〜 Acoustic Night 2004（青山円形劇場・3days）
- 2004年10月17日 - Concert 2004 Shine! (SHIBUYA-AX)
- 2004年11月22日〜 Club IKSPIARI live (2days)
- 2005年 4月 1日〜 Acoustic Night 2005（青山円形劇場・3days）
- 2005年 6月13日〜 原田真二 with STRINGS（青山円形劇場・2days）
- 2005年11月19日 - Shine Your Love!（横浜BLITZ）
- 2005年12月24日 - (X'mas) Acoustic Night（ハーモニーホール座間）
- 2005年 2月24日 - Acoustic Night 2006（神戸新聞松方ホール）/ 25日 -（広島アステールプラザ・大ホール）
- 2006年 7月30日 - 渋谷DUO Music Exchange PREMIUM LIVE
- 2006年10月21日 - Shine the night in Osaka（大阪 心斎橋 BIG CAT）※CS「SOLID LIVE」収録
- 2007年 1月 6日 - Feel Happy New Year (SHIBUYA-AX)
- 2007年10月27日 - 30th Anniversary Vol.1 The Party Night（渋谷duo music exchange）
- 2007年12月 5日 - 30th Anniversary Vol.2 Christmas & Birthday Night with Strings（グローリア・チャペル・キリスト品川教会）ゲスト中川晃教
- 2008年 2月23日 - 30th Anniversary Vol.3 Absolute Live (SHIBUYA-AX)
- 2008年 4月19日 - プレミアムライブFAB「Manhattan Night！」（1部 Acoustic ＆2部Trio - Band,2部構成）ゲスト Kristel Astor
- 2008年 9月21日 - SHINJI HARADA CONCERT IN OSAKA“Come on OJO MAMA”（なんでもアリーナ）
- 2008年10月25日 - We're ready!（赤坂BLITZ）
- 2009年 5月15日 - SHINE ACOUSTIC NIGHT！（アプリコホール）
- 2009年10月17日 - SHINE ON THE SOULS（赤坂BLITZ）

### 2010年代
- 2010年 4月 8日〜 Spring Live Tour「Goodbye Tears」ライブ
- 2010年10月23日 - SHINE ON THE FUTURE（赤坂BLITZ）
- 2011年 2月18日 - 東京文化会館 ポピュラーウィーク2011 原田真二with 弦楽カルテット
- 2011年 3月30日 - Billboard Live Osaka
- 2011年 8月12日 - Hot Summer Over 2011 (COTTON CLUB)
- 2011年10月21日 -「Our Song」ライヴ (Billboard Live OSAKA) / 11月 5日 -（赤坂BLITZ）・12月28日 -（広島ゲバントホール）
- 2011年12月20日 - Glistening Holidays 2011（横浜MOTION BLUE）
- 2012年 6月 2日 - Road to the Light（赤坂BLITZ）/ 8月17日 -（大阪・CAT HALL キャットミュージックカレッジ）
- 2012年 8月 3日 - Premium meets Premium〜Hot summer over 2012〜（浜離宮朝日ホール）
- 2012年11月 1日 - The Road to the Light 1st Stage Final（東京・国際フォーラム ホールC）/ 11月24日 -（大阪・Billboard）
- 2013年 2月 2日 - The Road to the Light 1st Stage Final（岡山・デスペラード）/ 2月23日 -（名古屋・ブルーノート）/ 3月3日 -（奈良・大和高田市サザンカホール）
- 2013年 2月10日 - バレンタイン・スペシャル・ライヴ "The Road to the Light 2013 in Yokohama"（横浜モーションブルー）
- 2013年 3月29日 - The Road to the Light 2nd Stage（東京・国際フォーラム ホールC）/ 9月21日 -（横浜モーションブルー）/ 9月23日 -（ビルボードライブ大阪）
- 2013年 6月23日 - Hot Summer Over 2013 (COTTON CLUB)
- 2013年11月 9日 - The Road to the Light 2nd Stage Final（東京・国際フォーラム ホールC）
- 2014年 8月31日 - BEST VISION（東京・国際フォーラム ホールC）/ 11月21日（ビルボードライブ大阪）
- 2014年12月 4日〜12月 6日 - クラブeX (3days)（東京・品川プリンスホテル クラブeX-エックス-）※with ストリングス
- 2017年11月11日 - 40th Anniversary Live TIME TRAVEL（EXシアター六本木）
- 2018年〜40th Anniversary All Japan Tour ＜Time Travel＞（全国47都道府県）

## イベントライヴ

### チャリティー・平和・環境イベント（近年）

#### 日本国内
2000年〜 -「鎮守の杜コンサート」全国神社

#### 鎮守の杜コンサート概要
「鎮守の杜コンサート」は現在、開催される地元で実行委員会を立ち上げてもらい、地元の人たちとじっくり作り上げていく。主に神社本殿にステージを作り、レーザー光線、地元の合唱団、ブラスバンド、ダンスチーム、和楽器、サンバ隊などとコラボ。幻想的かつ、お祭り空間を演出。当日は出演者・スタッフ・観客が一体になって達成感を味わい、このコンサートの最大のテーマである（平和のキーワードともなりえる）、大和民族に元来備わっていた、まず他者を思いやり共鳴しあう和の心（調和）、優しさの重要性を身をもって体感してもらい伝えている。
- 2000年 西表島（沖縄）
- 2000年 幣立神宮（熊本）
- 2000年 明治神宮（東京）
- 2000年 厳島神社（広島）※雨のため中止
- 2000年 伊勢神宮（三重）
- 2000年 北海道神宮（北海道）
- 2000年 大麻比古神社（徳島）
- 2001年 厳島神社（広島）
- 2001年 伊勢神宮（三重）
- 2001年 大分宇佐神宮（大分）
- 2002年 岐阜護国神社（岐阜）
- 2003年 下田八幡神社（静岡）
- 2003年 白山比め神社（石川）
- 2003年 来宮神社（静岡）
- 2004年 カンヌ国際芸術祭（フランス）
- 2004年 岐阜護国神社（岐阜）
- 2005年 二岡神社（静岡）
- 2006年 広島護国神社（広島）
- 2007年 福岡県護国神社（福岡）
- 2010年 開成山大神宮（福島）
- 2010年 椿大社（アメリカ　シアトル）
- 2015年 出雲大社（島根）

- 2005年〜2017年 -「クリスマス・チャリティー・ディナーライブ」ツアー（12月）
- 2005年〜2009年 -「Singing Angel Festival」（岡山市民会館）/（岡山天神文化プラザホール・2008年）出演 中西圭三 / Yae / 庄野真代 / 屋敷豪太 / 他
- 2006年〜2015年 - ピースチャリティーコンサート /「Global Harmony」（2008年 - 2015年）（Hiroshima Voices 2006年 / 2007年）東京・広島・長崎・横浜（6月・7月）
- 2009年〜2012年 -「Global Harmony〜希望の音・夢のはじまり（手話通訳Live）」第一章〜第六章（熊本・鹿児島）
- 2010年〜2013年 -「因島7.28ピースコンサート」因島空爆記念日※2011〜東日本大震災復興支援 /（2010・因島運動公園 / 2011・因島フラワーセンター / 2012・2013・因島市民会館大ホール）
- 2012年〜2013年 - 第2-3回「東日本大震災復興支援ライブ」ジャパン・ハート吉岡秀人大阪講演（東大阪市民会館）木根尚登 / 庄野真代 / 渡辺真知子他
- 2012年1月7日〜9日 / 4月20日〜22日 / 7月22〜25日 / 2013年6月 / 8月 / 11月…他7回 -「東日本大震災支援 Heart Aid東北ライブツアー」
- 2015年3月14日 - 国連世界防災会議 in 仙台

#### 日本国外
- 2006年〜2015年 -「Universal Peace Day」in New York（リバーサイドチャーチ・セントラルパーク）etc（8月6日・現地時間8月5日）
- 2006年〜2012年 -「9.11追悼セレモニー」（NEW YORK・ハドソン川・Manhattan西岸Pier40）追悼ライブ・灯篭流しメモリアルetc.（9月11日）
- 2003年 7月 8日 -「カンヌ国際芸術祭」オープニングライブ（フランス カンヌ）
- 2007年10月25日 - ニューヨーク国連「NAGASAKI 1945 アンゼラスの鐘」試写会にて演奏
- 2008年 4月 - フィリピン・マニラ、ストリートチルドレンを招待しライブ
- 2009年 9月 - メキシコ、国連軍縮会議で演奏（メキシコシティー）
- 2010年 9月10日 - 9月13日（現地日）- 被爆ピアノ・ピース・コンサートin ニューヨーク
- 2012年 8月11日 - 東北復興支援チャリティ「原田真二 & エミーマイヤー、ワイナリーコンサート」in シアトル（マシューズ・エステイト）※ニコニコ動画で生配信
- 2013年 9月 6日 - 国連の平和教育に関するハイレベルフォーラムにて演奏（ニューヨーク国連本部、信託統治理事会会場）
- 2013年 9月 7日 -「Shinji Harada Peace Concert in "Aki Matsuri" 2013」Seattle Band Live (Bellevue College – Carlson Theater)
- 2014年 8月 5日 - 広島・長崎原爆犠牲者追悼「Interfaith Peace Gathering」(New York・West Park Presbyterian Church) 秋吉敏子 / Lew Tabackin他
- 2014年 8月 8日 - Peace Concert 「Global Hamony」(New York・West Park Presbyterian Church) サポートメンバー：三沢またろう / Wornell Jones

#### その他
- 1995年12月 9日 - 国連50周年記念のチャリティーフェスティバル（パシフィコ横浜）
- 2001年10月13日 -「エコアジア2001」地球環境行動会議・地球環境警鐘会議・合同レセプション「SEEDS IN THE FIELDS-東京からヨハネスブルグへ」メッセージライブに参加
- 2005年 6月 5日 -「愛・地球博」環境の日イベント、第三部 鎮守の杜コンサート（愛・地球博会場内「EXPOドーム」）原田真二 / 雨谷麻世
- 2006年〜2011年 -「広島フラワーフィスティバル」（5月）（平和記念公園・アイリスステージ・原爆ドーム対岸）※広島と世界を結ぶ平和の花の祭典〜
- 2007年 1月28日 - NPO法人新座市障がい者を守る会「原田真二チャリティーコンサート」（新座市民会館）
- 2007年 6月24日 -「キャンドルナイト 東京八百夜灯2007」キャンドルナイトタイムII・原田真二＆ボイスオブジャパンによるコンサート（東京 港区芝公園）
- 2007年 7月20日 -「第1回さぬき市福祉音楽祭」（香川県志度音楽ホール）2部 小野正利 / 鈴木聖美
- 2008年 5月 4日 -「9条世界会議」（幕張メッセ・イベントホール）UA / FUNKIST / 加藤登紀子 / 他
- 2008年12月16日 - 戦艦大和生誕「平和コンサート」大和ミュージアム1F大和ひろば
- 2009年 5月24日 - CHARITY CONCERT 2009 〜Make a Wish（広島アステールプラザ大ホール）
- 2009年10月 3日 - 椿大社「神の森コンサート」（三重県 椿大社）
- 2010年 2月22日 -「被爆ピアノ ニューヨーク公演記念 披露ライブ」（旧広島市民球場）
- 2011年 1月29日 - わんぱくコンサート「原田真二アコースティックコンサート」NPO法人わんぱくクラブ育成会〜障がい児の学童クラブ、障がい者の余暇活動グループ
- 2011年 4月 9日 - PEOPLE'S POWER 復興支援 原田真二 ION チャリティーライブ レイクタウン越谷 / 4月29日 - 下妻 / 4月30日 - 土浦
- 2011年 4月10日 - 東北地方太平洋沖地震震災支援ライブ (La Donna!) ファンクラブイベント
- 2011年 4月24日 - 東日本大震災支援ライブ 〜今こそ立ち上がろう!〜原田真二 NPO法人ジェントルアース主催（たまプラーザテラス・フェスティバルコート）
- 2011年 5月 5日 -「フラワーガーデン2011」がんばろう!日本チャリティーライブ（横浜赤レンガ倉庫）
- 2011年 5月 6日 - 東日本大震災支援ライブ〜今こそ立ち上がろう!〜、with 鈴木祥子（青山CAY）
- 2011年 5月9・10日 -「チャリティーイベントやります。2011」（原宿ベルエポック美容専門学校）
- 2011年 5月13日 - 神奈川フィル「東北復興支援チャリティコンサート」〜今オーケストラにできること〜（神奈川県民大ホール）藤澤ノリマサ / 松崎しげる / 渡辺真知子 / サーカス / 他
- 2011年 5月12日 - Heart Aid〜原田真二震災支援ライブ（名古屋ブルーノート）
- 2011年 5月14日 - 東日本大震災支援「今こそ立ち上がろう!」（因島 ポートピアはぶ）/ 7月28日 - 因島フラワーセンター野外ライブ
- 2011年 5月27日 - 広島県立美術館、東日本大震災復興支援特別展「復興への願いを込めて」に賛同。復興支援ソングの発表ロビーコンサート。タイトルは「Our Wish for Recovery〜夢の光〜」
- 2011年 7月17日 - Heart Aid〜原田真二震災支援ライブ YTY 10th ANNIVERSARY SPECIAL LIVE !!（横須賀ヤンガー・ザン・イエスタデー）
- 2011年 8月15日・16日 - 東日本大震災支援ライブ＆募金プロジェクト〜Heart Aid〜（大阪なんば高島屋7階グランドホール）NPOジェントルアース主催 J&O from Circus 他多数
- 2011年 7月26日 - 東日本大震災チャリティーコンサート in 竹原（広島・竹原市民会館）
- 2011年 7月29日 - Heart Aid〜東日本大震災支援ライブ 原田真二＆Friends（岡山デスペラード）
- 2011年 8月26日 / 2012年8月26日 / 2013年8月15日 / 2014年8月22日 - ずし平和デー（逗子文化プラザさざなみホール）
- 2011年 8月27日 - 全日本PTAひろしま大会（広島グリーンアリーナ）
- 2011年10月15日 - がんばっぺ福島 ライブinひろしま（広島市南区民センター）
- 2011年11月19日 - Takashimaya Christmas Special Presents Live LAUGH LOVE（日本橋高島屋）庄野真代 / EPO / IWAO / 他
- 2012年11月12日 - 第1回日比谷ライブ＆マルシェ エターナルソングス（日比谷野外大音楽堂）泉谷しげる呼びかけ / SHŌGUN / 渡辺真知子 / タケカワユキヒデ / もんたよしのり / 他
- 2012年 2月25日 / 5月3日 - 震災支援ライブ＆トーク「Our Wish for Recovery」（東京・原宿ラドンナ）
- 2012年 3月 4日 / 2013年 3月 2日 - チャリティコンサート〜地球の子どもたちへ〜（東京・杉並公会堂）※スペシャルゲスト
- 2012年 3月11日 - みはら震災復興支援チャリティ・ガラ公演（広島・三原市芸術文化センターポポロホール）
- 2012年 3月15日 - コンチネンタルスターPresents BEST SONGS〜東日本大震災チャリティコンサート〜 (SHIBUYA-AX) 大澤誉志幸 / 辛島美登里 / サンプラザ中野くん / 他
- 2012年 6月24日 -「Sharing〜シェアリング〜2012」（全労済ホールスペース・ゼロ）/ 7月22日 - in石巻 / 7月24日 - in会津若松市 / 10月20日in新宿 呼びかけ：庄野真代 / バンブー竹内
- 2012年 7月 7日 - NHK広島「いのちのうた」コンサート（広島市文化交流会館 大ホール）石井竜也 / 菅原洋一 / 藤澤ノリマサ / 他 演奏：広島交響楽団（指揮：曽我大介）
- 2012年 8月22日 - Peace Live in 沖縄（アメリカンデポ ライブハウス「MODS」）×太田美知彦 ゲスト 花城舞 / 他
- 2012年11月11日 -「幸せは ほら そこに・・・」（熊本・大津町文化ール）中沢けんじ / 小坂明子
- 2012年12月 9日 - ヒューマンフェスタ2012ひろしま（広島・NTTクレドホール）※トーク＆ライブ
- 2012年 5月12日 - 原田真二 太田美知彦 母の日コンサート（広島・大竹市総合福祉センターサントピア大竹）
- 2013年 5月25日 - 平和チャリティコンサート in 沼津 -東日本大震災復興支援-（静岡・沼津岳南教会チャペル）
- 2013年11月27日 - 震災復興支援 心の復興コンサート（岩手県千厩・酒のくら交流施設内東蔵）岡澤方子 / 鈴木庸子＆コーラPure / 千厩小学校児童コーラス隊
- 2014年 1月19日 - 新春プレミアムLIVEイベント〜東日本大震災復興支援ライブ〜（前橋・ザ・リーヴスプレミアムテラス）
- 2014年 7月 5日 / 10月18日〜19日 - Sharing〜シェアリング〜2014（新宿全労済ホール）/（福島・いわきアリオス中劇場〜いわき駅前チャイルド絆交流広場）
- 2014年 8月 3日 - 平和の集い〜ふなばし2014〜（千葉・船橋市民文化ホール）
- 2014年11月 7日 - NHK「歌謡チャリティーコンサート」（広島文化学院HBGホール）石川さゆり / KAN / 郷ひろみ / T.M.Revolution / 水樹奈々 / 布施明 / 他 ※公開TV収録
- 2014年11月19日 - チャリティライブ「OLD SCHOOL・OSAKA SOUTH SIDE STORY」（クレオ大阪中央大ホール）島田妙子 / Keiko / なんちゃってアイドル / 他
- 2014年11月22日 - 教育講演会「原田真二トーク＆コンサート」（奈良・三郷町文化センター）

### イベント&ライヴ
- 1978年11月 2日 - 青山祭（学園祭）前夜祭 第二部「原田真二オンステージ」※1万席しかないところに2万2,000人が集まり大混乱、機動隊も出動
- 1979年 7月22日 - 西武球場「80Sジャムオーバージャパン」松山千春 / 長渕剛 / RCサクセション / 岡林信康 / チューリップ、柳ジョージ / 他
- 1981年 2月28日 -「ROCK'81 REVIEW」（新宿厚生年金会館）モッズ / アナーキー / ザ・ロッカーズ / 他
- 1981年 4月26日 - JUN CITY SOUNDS FESTIVAL「公園通り音楽祭」（渋谷公園通り）※番組収録あり
- 1981年11月26日 -「クリモパシン・コンサート」（新宿厚生年金会館）クリエイション / もんた&ブラザース / 他
- 1981年11月13日 -「ミュージック・ウェイブII」（NHKホール）原由子＋ハラボウズ / ロブバード / 他 ※番組収録
- 1987年 2月20日 - アントニオ猪木・闘魂ライヴ「突然卍固めコンサート」（中野サンプラザ）イエロー・メディスン / 渡辺香津美 / 上田正樹 / 石田長生 / 竹田和夫 / 他
- 1994年12月31日 - 横浜ランドマークタワー「カウントダウンライブ」ゲスト野村義男
- 1996年 8月15日 - お台場海浜公園（東京）
- 1999年 6月25日 - ギンザ・めざましクラシックス Vol.8〜ラブ ストーリー・イン・クラシック〜（銀座4丁目・王子ホール）特別ゲスト ※Produced by 高嶋ちさ子 & 軽部真一
- 1999年10月11日 - しまなみ海道コンサート（因島・アメニティ公園特設ステージ）
- 2004年 - 2007年 - Generation（Shinji+川野直輝）-「NEW POWER GENERATION」VOL.1 - VOL.8（8開催）（〜vol.5 渋谷Eggman / vol.6 大阪CAT HALL / vol.7〜vol.8 渋谷O-WEST）
- 2005年 9月25日 - Generation - Rockフェス「Born to be ROCK I」(YOKOHAMA BLITZ) Generation / PERSONZ / 他
- 2006年 6月 9日 - Generation - Rockフェス「6.9n Roll O-Groovers」（渋谷O-EAST）Generation / 乙三 / 他
- 2014年 2月22日 - Generation - Naoki Kawano presentes 宴-Utage- (SHIBUYA REX) Generation / Ray (DUSTZ) / The Stone Sun 他
- 2014年12月31日 - Generation -「NEW POWER GENERATION COUNT DOWN LIVE」（東京・四谷Live Inn Magic）Generation / The Stone Sun 他
- 2003年 4月15日〜「Zutto 人にやさしいコンサート」（日本青年館 / 愛知県勤労会館 / メルパルク大阪）出演 ZuTTO（篠原ともえ & 松本英子）/ 他
- 2003年 9月 6日 -「花の都ぎふ祭り 花華コンサート」（岐阜メモリアルセンター愛ドーム）原田真二 / 加藤登紀子 ※昼/夜 2回公演 ※テレビ愛知で放送
- 2004年 5月 8日 -「花紀行10,000人コンサート」（岐阜県花フェスタ記念公園 芝生広場）出演者：加藤登紀子 / 河口恭吾
- 2004年12月19日 - クリスタルヨットクラブ「LADY CRYSTALディナークルーズ ライブ」品川区→東京湾
- 2005年 1月30日 -「天才てれびくんMAXスペシャル」IN 座間（ハーモニーホール座間）ゲスト出演
- 2005年 3月 1日 -「花フェスタ2005岐阜 花華コンサート」
- 2005年11月 / 2007年8月 / 2008年12月 / 2010年3月 / 2011年3月 / 2012年6月 -「東京タワーライブ」（東京タワー大展望台 Club 333）
- 2006年 4月 / 11月 - 僕らのハーモニー〜原田真二&大黒摩季 SPECIAL LIVE（岐阜県羽島市文化センター / 福井フェニックスプラザ / 兵庫県豊岡市民会館文化ホール）
- 2007年 8月15日 - ROPPONGI WAVE RECORDS リリース記念ライブ（渋谷duo music exchange）原田真二 / GUILD9・世良公則
- 2008年 2月 3日〜「Shinji's Bar」(2day)
- 2008年 2月24日〜「オールナイトニッポン40周年記念コンサート」（福岡サンパレスホール / 東京国際フォーラム / 北海道厚生年金会館）加藤和彦 / 宇崎竜童 / 尾崎亜美 / 中村中 / 他
- 2008年 3月13日〜「中川晃教コンサート2008」- 終らないクリスマス -（東京・名古屋・大阪）6公演にゲスト出演
- 2008年 4月 6日 - 2MANS WORLD-Final「Hour of bliss」原田真二&堂島孝平（月見ル君想フ）
- 2008年 6月 6日 - ハワイ オアフ島「まつり・イン・ハワイ」
- 2008年11月24日 - ありがとう広島市民球場！「THE CARP SYMPHONY - カープ交響曲」（広島厚生年金会館）第1部 原田真二 with 広島交響楽団
- 2008年12月28日 - 鈴木祥子20th anniversary LIVE IN 南青山MANDA-LA ゲスト出演
- 2008年12月31日 - FAB WAY 08⇒09（カウントダウン）（表参道FAB）第2部出演
- 2009年 2月 5日 - 東京文化会館 ポピュラーウィーク 2009 原田真二&木根尚登
- 2009年 2月14日 - TOKYO ACOUSTIC NITE 2009 Presents「詩のチカラ」原田真二&山下久美子 (SHIBUYA BOXX)
- 2009年 6月 6日〜飯田史彦「朗読劇＆音楽療法コンサート」（福岡・大阪・東京）3公演にゲストとして友情出演
- 2009年11月 9日 -「33周年突入Party」(SHIBUYA-duo MUSIC EXCHANGE)
- 2009年11月22日 - Bright Christmas2009 Special Live〜原田真二 Special Live（丸の内ビル、マルキューブ）
- 2010年 1月20日 - 原田真二 with 中川晃教 名古屋ブルーノート
- 2010年 2月24日 - 東京文化会館 ポピュラーウィーク2010 原田真二 Winter Dream with MATARO
- 2010年 3月22日 -「日韓文化交流コンサート」in熊本（崇城大学市民ホール・熊本市民会館）
- 2010年 7月22日 -「FFAフォークデイズスペシャル」第74章 (SHIBUYA ENTERTAINMENT THEATER PLEASURE PLEASURE)（TV収録Live）ナビゲーター坂崎幸之助
- 2011年 6月15日 - 福生市制施行40周年記念事業 80's POPヒーローたち（福生市民会館大ホール）南佳孝 / 庄野真代
- 2011年 7月 9日 - SUMMER FOLK JAMBOREE 2011 Part7（GUNMAアリーナ）杉田二郎 / 伊 勢正三 / 泉谷しげる / 沢田知可子 / 南こうせつ
- 2011年 7月10日 - MATAROの半生を反省する集い ゲスト出演 (SHIBUYA PLEASURE PLEASURE) MATARO / 吉田兄弟 / ジェームス小野田、他
- 2011年 9月30日 - 第7回 決定！全日本歌謡選抜〜今夜は今夜しかないのさ！〜（下北沢モナレコード）
- 2011年10月23日 - けんみん文化祭ひろしま 総合フェスティバル（はつかいち文化ホールさくらぴあ）
- 2011年11月25日 - 第1回NGKフォークジャンボリー〜笑って歌おう 70's（なんばグランド花月）
- 2011年11月20日 - コンチネンタルスター Presents Special Music Show 2011（神奈川・ラゾーナ川崎プラザ）大澤誉志幸 / 鈴木聖美 / 平松愛理
- 2011年12月18日 - 広島県警察音楽隊 坂町地域安全コンサート（広島安芸郡・坂町町民センター 大ホール）広島警察音楽隊
- 2012年 1月11日 - CBC60周年記念大感謝祭 大澤誉志幸 / 辛島美登里 / サンプラザ中野くん / 鈴木聖美 / 平松愛理
- 2012年 1月28日 - KIRIN BEER "Good Luck" LIVE（FM TOKYO・公開生放送）
- 2012年 2月11日 - 盛岡AcousticLive 〜Our Wish for Recovery 〜
- 2012年 2月12日 - 第45回いわて雪まつり（岩手・雫石小岩井農場）
- 2012年 3月10日 - Kenban Night（ケンバンナイト）Vol.5 春（広島：はつかいち文化ホール さくらぴあ）カズン / KAN / 馬場俊英
- 2012年 5月13日 - ウタのタネ in 吹田産業フェアゴスペル音楽祭
- 2012年 6月30日 - スペシャルミニライブ イオン姫路リバーシティー 1Fタワーガーデン
- 2012年 7月 4日 - 35th Anniversary Box「コンプリートFORLIFE Years」発売記念ライブ＆トーク（原宿ラドンナ）
- 2012年 8月25日 - A|X ARMANI EXCHANGE BEACH LOUNGE LIVE（鎌倉・由比ヶ浜・A|X ARMANI EXCHANGE）※1部アコースティック2部バンド
- 2012年10月 8日 - 秋の夜長Live & Party（東京・原宿ラドンナ）/ 11月2日 - デビュー35周年記念パーティー（東京・明治記念館）
- 2012年11月28日 - フォークデイズスペシャル第86章ークリスマススペシャルー（東京キリスト品川教会グローリアチャペル）三沢またろう / 坂崎幸之助 ※TV収録
- 2012年12月 8日 - イナザワサウンドサーカス Vol.7 〜奇跡の出会いをあなたに〜（愛知・稲沢市民会館）平松愛理 / 寺井尚子
- 2012年12月24日 - FMいるか開局20周年記念イベントアニバーサリースペシャルライブ（函館・金森ホール）
- 2013年 1月12日 - 35th Anniversary New Year Live（東京・南青山・CAY）
- 2013年 1月26日 - リリーズ LIVE（大阪・MUSIC SQUARE 1624 TENJIN）スペシャルゲスト
- 2013年 2月19日 - DVD「35th Anniversary Special Live!!“The Road to the Light 1st Stage Final”」発売記念ライヴ（原宿ラドンナ）
- 2013年 4月28日 - The Road to The Light 2nd stage solo〜（新宿・Live inn Magic）/ 7月21日 -（静岡・インザライフ）
- 2013年 7月27日 -「あさご芸術の森アートフェスティバル2013 ダムの風に吹かれて」（兵庫県・あさご芸術の森美術館芝生彫刻広場）杉田二郎 / 南佳孝 / 藤田恵美
- 2013年 8月 3日 - 富山まつり オジサマーロックフェス（富山城址公園特設ステージ）※スペシャルゲスト＆審査員
- 2013年 8月15日 - Hot Summer Over Accoustic（原宿ラドンナ）
- 2013年 9月27日 - 松山ライヴ（愛媛松山・Bar Monk）
- 2013年10月20日 - 湘南SPECIAL LIVE 2013〜笹りんどうと秋の空 Vol.2〜（鎌倉歐林洞ギャラリーサロン）
- 2014年 2月11日 - Valentine Live（東京・原宿ラドンナ）
- 2014年 2月28日 - Forever Memories Concert（福岡大牟田文化会館）/ 3月1日 -（鹿児島出水市文化会館）沢田知可子 / 辛島美登里 / 中西保志
- 2014年 3月 2日 - The Live "Spring and Shinji has come! in 鹿児島（空のカフェ）/ 4月15日 - in 名古屋 (La Splendor)
- 2014年 3月 5日 - スプリングディナーライブ〜中越地震復興10周年祈願〜（新潟・長岡グランドホテル）
- 2014年 3月12日 - 青春のベストヒットコレクション（大阪梅田芸術劇場）/ 5月23日 -（兵庫神戸文化ホール）/ 6月20日 -（中野サンプラザ）尾崎亜美 / 平松愛理
- 2014年 3月15日 - The Road to the Light 2nd Stage Final in Nagoya (名古屋ボトムライン) ゲスト：しがせいこ
- 2014年 3月22日 - The Night of "Sakura"（横浜モーションブルー）
- 2014年 3月29日 - 原田真二アコースティックディナーライヴ〜Sakura Night〜大阪・箕面市（Vintage cafe 昭和）
- 2014年 4月13日 - ふなばしアンデルセン公園（ワンパク王国ゾーンイベントドーム）千葉
- 2014年 5月 6日 - Golden week special live〜Yajio vs Kiga〜feat. The Stone Sun（原宿ラドンナ）The Stone Sun
- 2014年 5月10日 - しまあかり宮島〜幻想厳島物語〜,滝小路〜大聖院スペシャルライトアップ「原田真二スペシャルライブ」（広島宮島、大本山大聖堂）
- 2014年 5月24日 - CROSSROAD: CREATION × SHŌGUN and more…（日比谷野外大音楽堂）※ゲスト出演
- 2014年 6月29日 - Best Vision Introduction（ビルボードライブ大阪）/ 7月6日 -（名古屋ブルーノート）
- 2014年 7月12日 -「3丁目カフェ」オープニング・プレミアム・ライブ（横浜・3丁目カフェ）
- 2014年 7月26日 - 原田真二プレミアムナイトVol.1（大阪・ピアノダイニング心斎橋・ガーデニア）岡澤方子 / 璃杏
- 2014年 9月 3日 - YOHITO TERAOKA presents「CIRCLE OF MUSIC LIVE Vol.2」（大阪・心斎橋JANUS）K / 寺岡呼人
- 2014年 9月27日 - 富澤一誠プロデュース「フォーエバーヤング〜ミュージック＆トーク・ライブ〜vol.2」（長野・須坂市文化会館メセナ小ホール）富澤一誠
- 2014年10月5日 - 原田真二プレミアムナイトVol.2（大阪・ピアノダイニング心斎橋・ガーデニア）岡澤方子 / 璃杏
- 2014年10月25日 - 渋谷芸術祭2014（東京渋谷・宮下公園メインステージ）The Stone Sun / Moss / Franckie Cihi
- 2014年11月 2日 -「心が風に、なる」心屋仁之助オープンカウンセリングin稲佐山：スペシャルゲスト（長崎・稲佐山公園野外ステージ）心屋仁之助 / 心屋智子
- 2014年11月13日 - FFA「フォークディズ」第91章-お台場フォーク村（東京グローブ座）橘慶太 / なぎら健壱 / スキマスイッチ / 他 ※公開TV収録

## 主なテレビ出演
- 歌おう!原田真二と（東京12チャンネル→現テレビ東京）
- ぎんざNOW!（TBS）
- うわさのチャンネル（日本テレビ）
- 夜のヒットスタジオ（フジテレビ）
- ビッグベストテン（フジテレビ）
- ザ・ベストテン / さよならザ・ベストテン（TBS）
- 8時だョ!全員集合（TBS）
- 紅白歌のベストテン（日本テレビ）
- ヤンヤン歌うスタジオ（テレビ東京）
- レッツゴーヤング（NHK）
- ヤングおーおー（MBSテレビ）
- TVジョッキー日曜大行進（日本テレビ）
- MUSIC FAIR（フジテレビ）
- サウンド・イン"S"（TBS）
- NHK青年の主張全国コンクール （NHK）
- 欽ちゃんの週刊欽曜日（TBS）
- MUSIC SHOT-GUN（KTV） ※司会
- オールナイトフジ（フジテレビ）

### NHK紅白歌合戦出場歴
| 年度/放送回                | 回 | 曲目             | 出演順 | 対戦相手   |
| -------------------------- | -- | ---------------- | ------ | ---------- |
| 1978年（昭和53年）/ 第29回 | 初 | タイム・トラベル | 09/24  | 渡辺真知子 |

注意点
- 出演順は「出演順/出場者数」で表す。

- 1997年 - CS「The Mint Club」
- 1998年 - 〜NHK-BS2「新 真夜中の王国」※パーソナリティ
- 2000年 - NHK-BS「フォーク大集合」/ NHK-BS「鎮守の杜コンサート」
- 2001年 - フジテレビ「MUSIC FAIR21」
- 2003年 - NHK「BSあなたが選ぶ時代の歌」/ TBS「ザ・ベストテン2003」
- 2004年 - NHK「夢・音楽館」/ フジTV「笑っていいとも!」テレフォンショッキング3回目
- 2005年 - NHK「天才てれびくんMAX」スペシャルIN 座間 ゲスト他（3度出演）/ テレビ朝日「徹子の部屋」2回目 / BS朝日 「MUSIC SOUL」
- 2006年 - TBS BS-i「音楽ステージ ダブルミリオン」/ MTV「PREMIUM LIVE in DUO」/ 京都チャンネル「SOLID LIVE」
- 2007年 - 〜広島TV「テレビ宣言」（原田真二のふるさと讃歓日のコーナー）※レギュラー / NHK「歌謡チャリティーコンサート」
- 2008年 - wowow「コラボ★ラボ〜夢の音楽工房〜」/ NHK「いのちのうた」/ NHK「思い出のメロディー」/ 日テレ「メレンゲの気持ち」/ テレビ朝日「レコパレ - 音故知新」
- 2009年 - フジテレビ「HEY!HEY!HEY! MUSIC CHAMP」2回目 - 広島テレビ「24時間TV」
- 2010年 - テレビ東京「名曲ベストヒット歌謡」/ CS「FFAフォークデイズスペシャル」第74章
- 2011年 - NHK BS「J-POP 青春の'80」/ BS11「MUSICA〜音のおもてなし〜」
- 2012年 - 日テレ「人生が変わる1分間の深イイ話 / NHK BS「J-POP 青春の'80」/ TBS「サタネプ☆ベストテン!!スペシャル」/ NHK「いのちのうた」
- 2012年 - 水道橋博士の80年代伝説（歌謡ポップスチャンネル）/ テレビ東京「プレミア音楽祭2012」/ BSジャパン「ミュージックトラベル」/ CSフジ「フォークデイズスペシャル第86章―クリスマススペシャル―」
- 2013年 - 第19回 家族で選ぶにっぽんの歌
- 2014年 - フジテレビ「MUSIC FAIR21」/ TOKYO MXTV「小室等の新音楽夜話」/ NHK「歌謡チャリティーコンサート」/ CS「FFAフォークデイズ」第91章
- 2015年 - フジテレビ「水曜歌謡祭」/ NHK「スタジオパークからこんにちは」/ BS朝日「極上空間」

ラジオ
- 1977年10月8日〜1978年4月1日 - ニッポン放送「変身ウィークエンド・踊れ!ヒットだ!電話リクエスト」司会：タモリ / 原田真二 / 清水由貴子（毎週土曜日19:30〜21:30 初レギュラーラジオ）
- 1978年5月1日 - NHK-FM「僕のロック・ストリート」
- FMミュージック・マガジン
- 広島FM「コーク・サウンド・シャッフル」[3]
- 1999年〜 - 広島FM「原田真二のYELL」
- 2004年10月8日〜2005年3月25日 - bayfm「BAY LINE 7300」
- 2012年10月7日〜2013年12月29日 - 大阪・FM千里「原田真二のmusic♪energy」2014年1月5日〜「原田真二のmusic♪library」（毎週日曜日13時半〜14時）
- 2013年4月〜2016年3月 - JFN「LEGENDS 原田真二 僕らのハーモニー」（月1回・第一週目担当）
- 2015年10月〜 - 兵庫・FM aiai「music♪energy」（月1回出演）
- 2019年10月〜 - TOKYO FM「THE CHORD 原田真二 with AI」